# Regnat de Cleòpatra

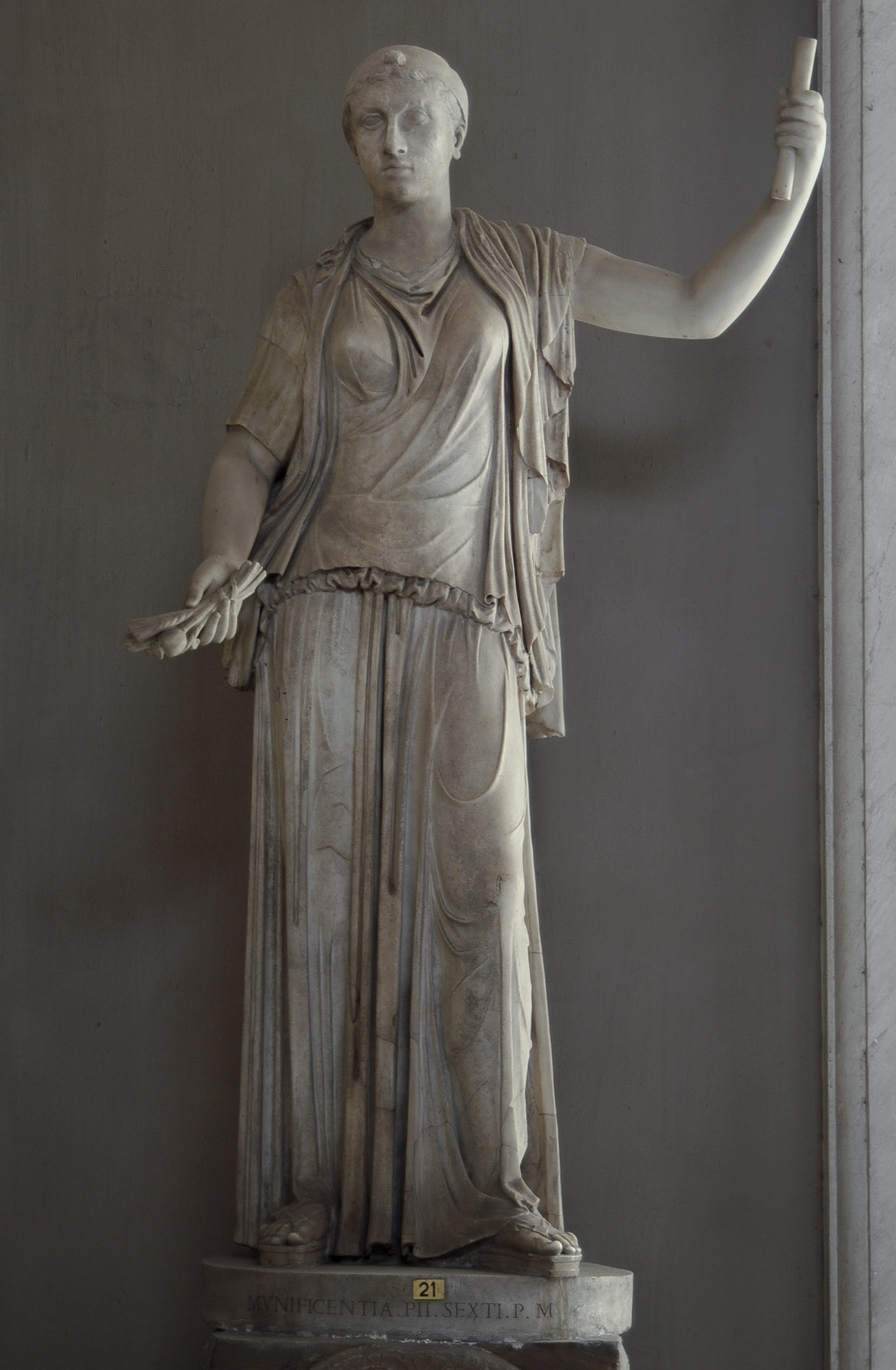
Estàtua romana restaurada en marbre trobada a la Via Càssia i exposada al Museu Pius-Clementí, de Cleòpatra VII lluint una diadema reial i un pentinat estil ‘meló’ semblants als retrats en monedes trobades prop de la tomba di Nerone, Roma.

El regnat de Cleòpatra VII de la dinastia ptolemaica de l'antic Egipte començà a la mort de son pare, el faraó Ptolemeu XII Auletes, a l'any 51 aC ae, i acabà amb la seua mort al 30 aC ae. Després del regnat de Cleòpatra, Egipte esdevingué una província de l'Imperi romà i finalitzà el període hel·lenístici. Durant el seu regnat va governar Egipte i altres territoris com una monarca absoluta, seguint la tradició del fundador de la dinastia, Ptolemeu I Sòter (r. 305-283 ae), així com Alexandre el Gran (r. 336-323 ae) de Macedònia, que conquistà Egipte de mans de l'Imperi aquemènida.
Cleòpatra i el seu germà menor Ptolemeu XIII van accedir al tron com a corregents, però una discòrdia seua dugué l'estat a una guerra civil oberta. Cleòpatra fugí un curt període a la Siriana romana l'any 48 ae, però en tornà aquest mateix any amb un exèrcit per enfrontar-se al germà. Considerat com un estat client de Roma, l'estadista romà Pompeu Magne projectava l'Egipte ptolemaic com un lloc per refugiar-se després de perdre la batalla de Farsàlia al 48 ae a Grècia contra el seu rival Juli Cèsar durant la Segona Guerra Civil romana. Ptolemeu XIII, però, feu matar Pompeu a Pelúsion i li n'envià el cap tallat a Cèsar, quan que aquest últim ocupà Alexandria durant la seua persecució de Pompeu. Amb l'autoritat de cònsol de la República romana, Cèsar intentà reconciliar Ptolemeu amb sa germana Cleòpatra; el conseller principal de Ptolemeu, Potí d'Egipte, però, considerava que els termes de Cèsar afavorien Cleòpatra, per la qual cosa les seues forces, liderades primer per Aquiles i després per Ganimedes a les ordres d'Arsínoe IV (la germana menor de Cleòpatra), assetjaren Cèsar i Cleòpatra al palau. Els reforços de Cèsar llevaren el setge a principis del 47 ae i Ptolemeu XIII va morir poc després en la batalla del Nil. Arsínoe IV fou exiliada a Efes i Cèsar, ara un dictador electe, declarà Cleòpatra i el seu germà menor Ptolemeu XIV governants conjunts d'Egipte. Cèsar tingué un romanç privat amb Cleòpatra del qual nasqué un fill, Cesarió, abans de partir cap a Roma.
Cleòpatra viatjà a Roma al 46 i 44 ae i s'allotjà a la vil·la de Cèsar. Després de l'assassinat de Cèsar el 44 ae, Cleòpatra intentà que Cesarió en fos l'hereu. El renebot de Cèsar, Octavi (conegut com a August al 27 ae, quan esdevingué el primer emperador romà) ho va impedir. Cleòpatra llavors feu matar el seu germà Ptolemeu XIV i col·locà el seu fill Cesarió de corregent. En la Tercera Guerra Civil romana del 43-42 ae, Cleòpatra es posà del costat del Segon Triumvirat romà format per Octavi, Marc Antoni i Lèpid. Cleòpatra començà una relació personal amb Marc Antoni de la qual nasqueren tres fills: els bessons Alexandre Heli i Cleòpatra Selene II i Ptolemeu Filadelf. Antonio recorregué a la seua autoritat com a triumvir per assassinar Arsínoe IV a petició de Cleòpatra, de la qual es va fer cada vegada més dependent tant per al finançament com per a l'ajut militar durant les seues invasions a l'Imperi part i al Regne d'Armènia. Tot i que la seua invasió de Pàrtia no reeixí, arribà a ocupar Armènia. L'any 34 ae portà el rei Artavasdes III a Alexandria com a presoner i l'exhibí en una imitació d'un triomf romà organitzat per Cleòpatra. Després festejaren les Donacions d'Alexandria, en què els fills de Cleòpatra amb Antoni reberen territoris sota l'autoritat triumviral d'Antoni. Cleòpatra fou nomenada «reina de reis» i Cesarió «rei de reis». Aquest esdeveniment, juntament amb el matrimoni d'Antoni amb Cleòpatra i el seu divorci de Octàvia Menor, germana d'Octavi, marcà un punt d'inflexió que dugué a la Quarta Guerra civil romana.
Octavi va obligar els aliats d'Antoni en el Senat romà a fugir de Roma l'any 32 ae. Declarà la guerra a Cleòpatra per donar il·legalment suport militar a Antoni, ara un ciutadà romà sense càrrec públic. Antonio i Cleòpatra dirigiren una força naval conjunta en la decisiva batalla d'Àccium del 31 ae contra Octavi al comandament del general Agripa, que guanyà la batalla mentre Cleòpatra i Antoni fugien al Peloponés i després a Egipte. Les forces d'Octavi envaïren Egipte l'any 30 ae i Marc Antoni i Cleòpatra hi van ser derrotats, la qual cosa feu que Marc Antoni se suïcidara. Quan es va fer evident que Octavi planejava portar Cleòpatra a Roma com a presonera per exhibir-la en un triomf, també es va suïcidar, cosa que popularment es creu que feu deixant-se mossegar per un àspid.

## Ascensió al tron
Ptolemeu XII Auletes, faraó governant de la dinastia ptolemaica de l'antic Egipte, estipulà en el seu testament que la seua filla Cleòpatra VII regnara amb el seu germà Ptolemeu XIII Filopàtor com a corregents quan morira. Prèviament, el 31 de maig del 52 ae Cleòpatra fou declarada regent de Ptolemeu XII, com ho indica una inscripció al temple d'Hathor de Dendera. L'arqueòleg Duane W. Roller afirma que Ptolemeu XII potser morí abans del 22 de març del 51 ae, mentre que l'egiptòloga Joann Fletcher hi dona la data del 7 de març del 51 ae. Michael Grant afirma que potser fora al maig d'aquest any. El primer acte públic de Cleòpatra com a reina fou el seu viatge a Armant, prop de Tebes, pel descobriment d'un nou Baj, toro sagrat adorat com a intermediari del déu Menthu en la religió de l'antic Egipte. El Senat romà, que considerava l'Egipte ptolemaic com un estat client, no fou informat de la mort de Ptolemeu XII fins al 30 de juny o l'1 d'agost de l'any 51 ae, probablement un intent de Cleòpatra d'ometre aquesta informació i consolidar el seu poder.
Segurament Cleòpatra s'havia casat amb son germà Ptolemeu XIII, seguint el costum, però no n'hi ha constància.
A partir del 29 d'agost del 51 ae, els documents oficials esmenten Cleòpatra com l'única governanta, la qual cosa evidencia que havia rebutjat el seu germà com a corregent. Cleòpatra s'enfrontà amb diversos problemes urgents poc després d'ascendir al tron, com la fam causada per la sequera i un baix nivell de la inundació anual del Nil, atacs de bandits armats i el comportament anàrquic dels Gabiniani, els soldats de la guarnició d'Aule Gabini que hi restaren per protegir Egipte després de restaurar a Ptolemeu XII al poder arrabassant-li'l a la seua filla Berenice IV, una tropa formada en gran part per germans i gals, ara aturats i assimilats com a romans. Cleòpatra es mostrà una hàbil administradora financera del regne i aconseguí que l'import dels ingressos fiscals i el comerç exterior ascendira molt, superant la creació de riquesa d'alguns dels seus predecessors ptolemaics. Heretà, però, els deutes de son pare i devia a la República romana 17,5 milions de dracmes quan Juli Cèsar arribà a Alexandria l'any 48 ae.[18]

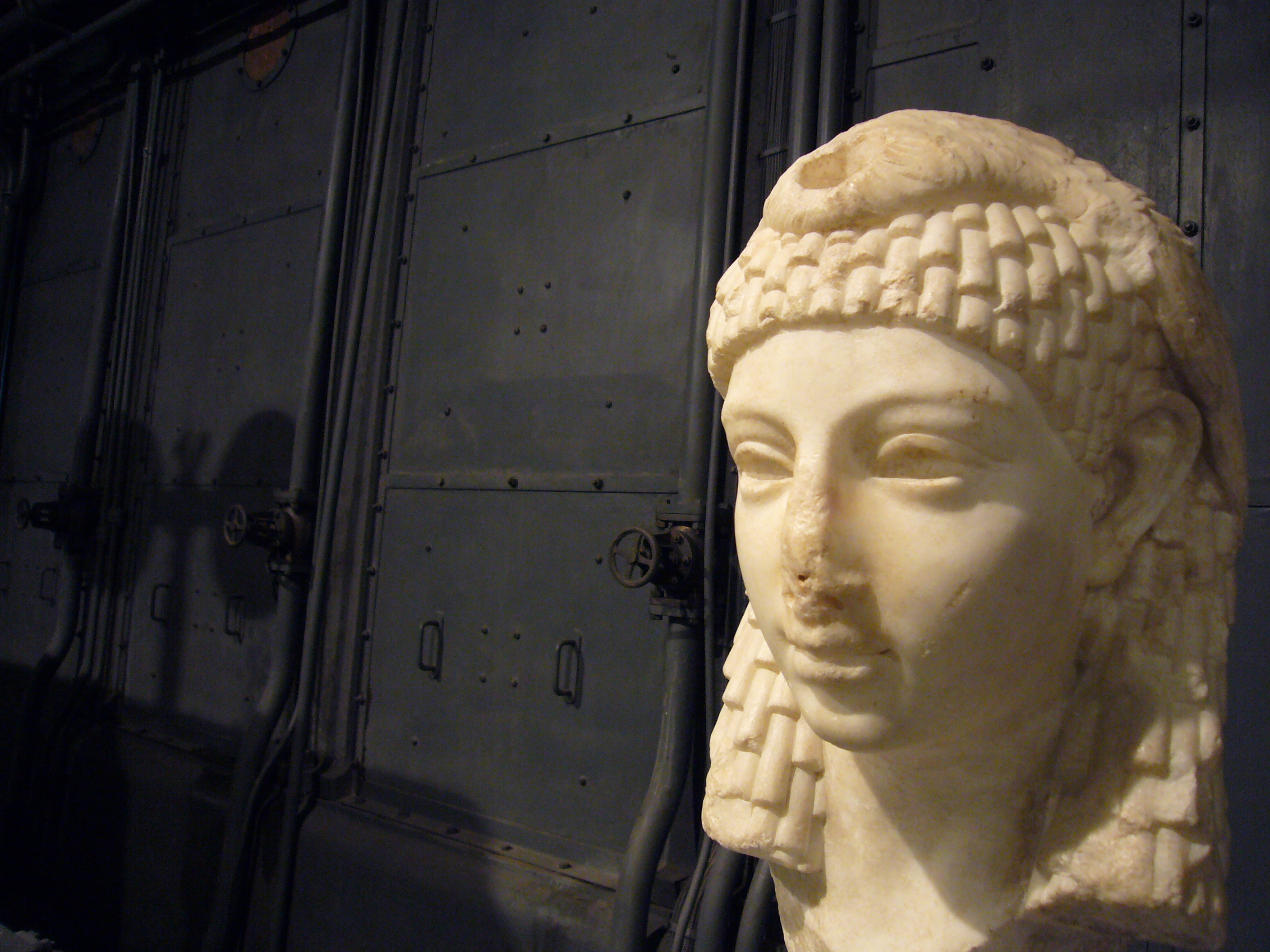
Possible cap esculpit de Cleòpatra VII amb un tocat de voltor d'estil egipci, descobert a Roma; art romà o hel·lenístic egipci, en marbre pari, s. I ae, Museus Capitolins, Roma[24][25

El 50 ae Marc Calpurni Bíbul, procònsol de Síria, envià els seus dos fills majors a Egipte, potser per negociar amb els Gabiniani i reclutar-los com a soldats en la desesperada defensa de Síria contra els parts. Els Gabiniani, però, els torturaren i assassinaren, potser encoratjats en secret pels administradors deslleials de la cort de Cleòpatra, com el regent Potí. Cleòpatra envià a Bíbul els Gabiniani culpables com a presoners esperant-ne el judici. Aquest, però, li'ls retornà i la renyà per interferir en el procés i li indicà que era prerrogativa del Senat romà. Bíbulo, aliat de Pompeu Magne en la Segona Guerra civil romana, no pogué evitar que Cèsar aconseguira una flota naval a Grècia, la qual cosa feu que arribara a Egipte en persecució de Pompeu, i n'accelerà la victòria final.[27]
Tot i que Cleòpatra havia rebutjat el seu germà d'11 anys com a corregent al 51 ae, Ptolemeu XIII encara conservava poderosos aliats, especialment Potí, el seu tutor, administrador de les seues propietats, a qui els romans, inclòs Cèsar, veieren al principi com el poder rere del tron. També tenia Aquiles, un prominent comandant militar, i Teodot de Quíos, un altre tutor. Sembla que Cleòpatra intentà una aliança efímera amb Ptolemeu XIV, però en la tardor del 50 ae, aquest prengué la davantera en el seu conflicte i signà documents amb el seu nom abans que el de sa germana, seguit de l'establiment de la seua primera data de regnat, al 49 ae.[14][32][33]

## Assassinat de Pompeu

Retrat romà de Pompeu realitzat durant el regnat d'August, còpia d'un original del 70-60 ae, exposat al Museu Arqueològic Nacional de Venècia

En l'estiu del 49 ae, Cleòpatra i les seues tropes seguien lluitant contra Ptolemeu XIII a Alexandria, quan hi arribà Gneu Pompeu, fill de Pompeu, a la recerca d'ajuda militar per a son pare. Després de tornar a Itàlia de les guerres de la Gàl·lia i creuar el Rubicó al gener del 49 ae, Cèsar havia obligat Pompeu i els seus seguidors a fugir a Grècia. En el que potser fou el seu darrer decret conjunt, tant Cleòpatra com Ptolemeu XIII acceptaren la petició de Gneu Pompeu i enviaren a son pare 60 vaixells i 500 tropes, inclosos els Gabiniani, una acció que esborrà part del deute ptolemaic amb Roma. El poeta romà Lucà afirma que a principis del 48 ae Pompeu nomenà Ptolemeu XIII com l'únic governant legítim d'Egipte; cert o no, Cleòpatra es veié obligada a fugir d'Alexandria i retirar-se a Tebes. A la primavera del 48 ae viatjà a Síria amb sa germana menor Arsínoe IV per reunir una força d'invasió per dirigir-se a Egipte. En tornà amb un exèrcit, potser al moment de l'arribada de Cèsar, però les forces del seu germà, inclosos alguns Gabiniani, lluitaren contra ella i en bloquejaren l'avanç a Alexandria, per la qual cosa va haver d'acampar als afores de Pelúsion, al delta oriental del Nil.
A Grècia, les forces de Cèsar i Pompeu s'acararen en la batalla de Farsàlia l'agost del 48 ae, i això destruí la major part de l'exèrcit de Pompeu i aquest fugí a Tir. Donada la seua relació amb els ptolemeus, Pompeu decidí refugiar-se a Egipte. Els consellers de Ptolemeu XIII, però, temien que Pompeu usara Egipte com a base d'una llarga guerra civil romana, i volien que cap dels Gabiniani abandonara la campanya contra Cleòpatra per unir-se a Pompeu. En una conspiració ideada per Teodot, conseller de Ptolemeu, Pompeu arribà amb vaixell prop de Pelúsion després de ser convidat amb un missatge escrit, per ser apunyalat i mort al setembre del 48 ae. Ptolemeu XIII creia que així demostrava el seu poder i alhora reduïa la tensió enviant el cap de Pompeu a Cèsar, que arribà a Alexandria a octubre i s'establí al palau reial. Cèsar va mostrar pena i indignació per l'assassinat de Pompeu i demanà a Ptolemeu XIII i a Cleòpatra que dissolgueren les seues forces i es reconciliaren.

## Relació amb Juli Cèsar

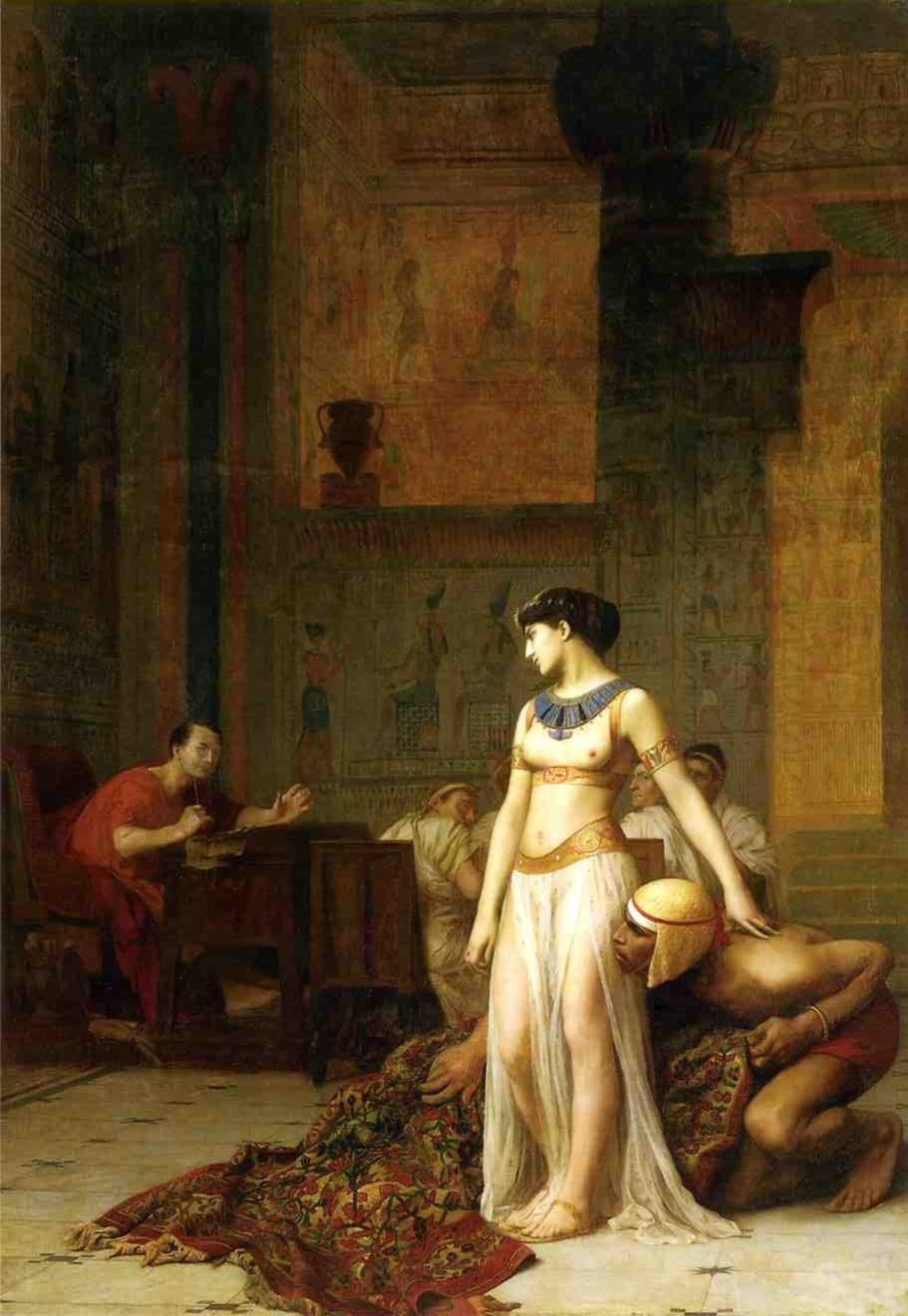
Cleòpatra i Cèsar (1866), per Jean-Léon Gérôme

La petició de Cèsar d'un reemborsament parcial dels 17,5 milions de dracmes deguts a Roma (per pagar les despeses militars immediates) fou contestada per Potí indicant que es faria més endavant si Cèsar deixava Alexandria, però fou rebutjada. Ptolemeu XIII arribà a Alexandria al capdavant del seu exèrcit, desafiant l'exigència de Cèsar de dissoldre l'exèrcit abans de la seua arribada. Cleòpatra envià emissaris a Cèsar, que suposadament li van dir que era procliu a tenir aventures amb dones de la reialesa, per la qual cosa va decidir anar a Alexandria a veure'l personalment. L'historiador romà Cassi Dió indica que ho feu sense informar el seu germà i el va captivar amb el seu enginy, atractiu i habilitat oratòria. L'historiador grec Plutarc proporciona un relat completament diferent i potser imaginari que afirma que s'embolcallà en un matalàs per entrar oculta al palau i trobar-se amb Cèsar.
Quan Ptolemeu XIII sabé que la seua germana era al palau amb Cèsar, intentà amotinar la població d'Alexandria, però Cèsar l'arrestà, i feu valdre la seua oratòria per calmar la frenètica multitud apilada enfront del palau. Després dugué a Cleòpatra i al seu germà davant el Consell d'Alexandria, on Cèsar revelà el testament escrit de Ptolemeu XII —que abans tenia en el seu poder Pompeu— en què els nomenava cohereus. Més tard Cèsar tractà d'aconseguir un acord perquè els altres dos germans, Arsínoe IV i Ptolemeu XIV, governaren junts Xipre, eliminant així possibles rivals del tron egipci alhora que apaivagava els súbdits ptolemaics encara amargats per la pèrdua de Xipre davant els romans al 58 ae.

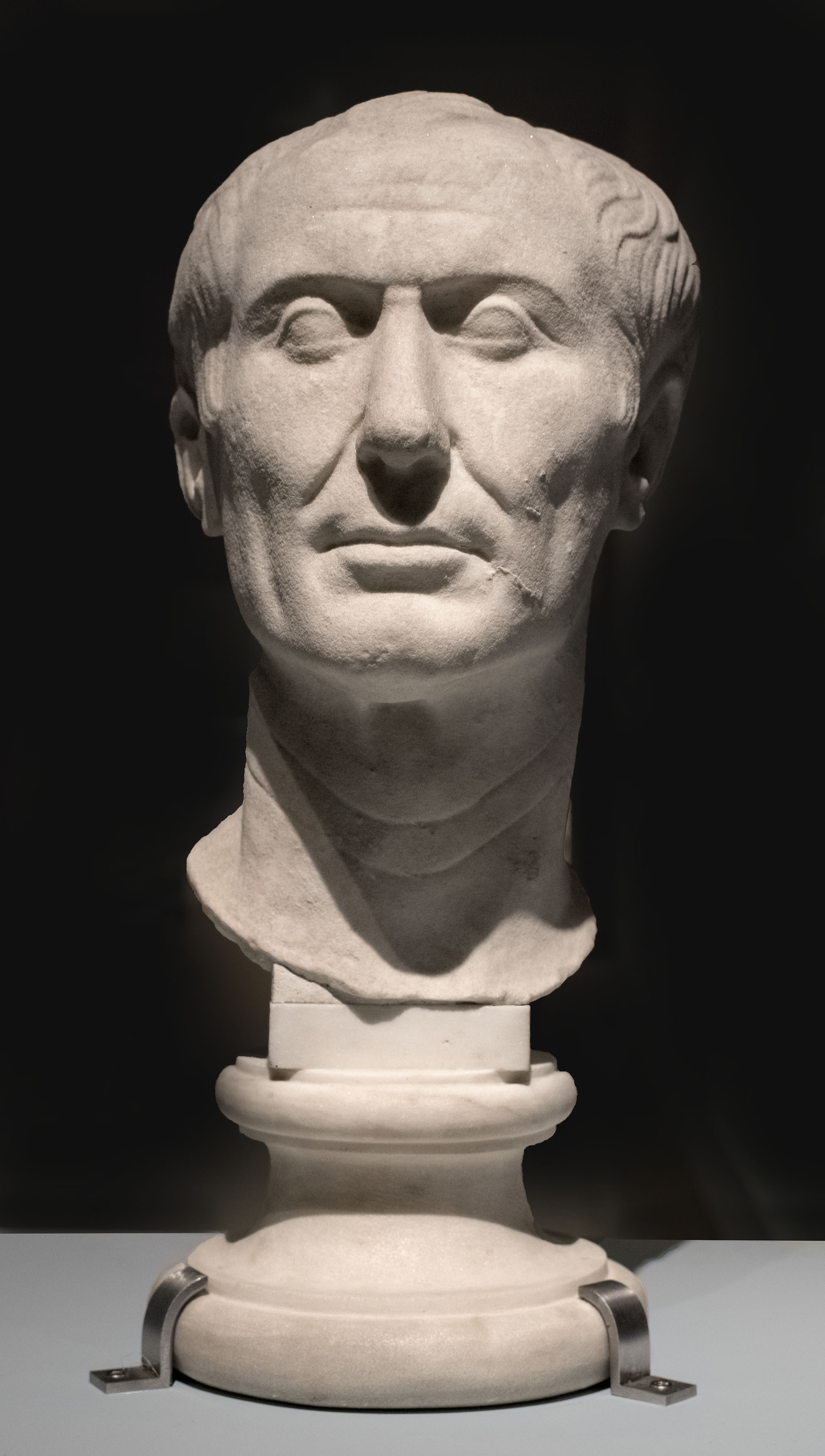
Bust contemporani de Juli Cèsar; Museu Arqueològic de Torí, Itàlia

Considerant que aquest acord afavoria Cleòpatra més que a Ptolemeu XIII i que l'exèrcit de 20.000 soldats d'aquest, inclosos els Gabiniani, podria derrotar el de Cèsar de 4.000 tropes sense suport, Potí decidí que Aquilas conduís les seues forces a Alexandria per atacar Cèsar i Cleòpatra. El setge del palau empresonà Cèsar i Cleòpatra fins a l'any següent, al 47 ae; la crema de vaixells per part de Cèsar al port possiblement va provocar l'incendi de la Biblioteca d'Alexandria. Quan Cèsar feu presoner Potí i l'assassinà després d'avortar un complot seu per matar-lo, Arsínoe IV uní les seues forces amb Aquiles i fou declarada reina; poc després el seu tutor Ganimedes va matar Aquiles i prengué el seu lloc com a comandant de l'exèrcit. Llavors Ganimedes va enganyar Cèsar sol·licitant la presència del captiu Ptolemeu XIII com a negociador, perquè s'unís a l'exèrcit d'Arsínoe IV. Com estava familiaritzat amb el palau, Ganimedes bombà aigua de mar als dipòsits d'aigua amb canonades, però Cleòpatra i Cèsar ho van contrarestar ordenant la construcció de pous d'aigua dolça.
Entre gener i març del 47 ae arribaren els reforços de Cèsar, inclosos els comandats per Mitridates de Pèrgam i Antípater l'idumeu, que rebé la ciutadania romana pel seu ajut, un estatus que heretaria el seu fill Herodes el Gran. Ptolemeu i Arsínoe retiraren les seues forces al Nil, on Cèsar els atacà. Ptolemeu intentà fugir, però es va ofegar. Ganimedes potser morí en la batalla, a Teodot el trobà a Àsia anys després Marc Juni Brut i fou executat, mentre que Arsínoe fou exhibida en el triomf celebrat per Cèsar a Roma abans de ser exiliada al temple d'Àrtemis d'Efes. Cleòpatra romangué al palau, perquè estava embarassada del fill de Cèsar, Cesarió, que nasqué al juny del 47 ae; originàriament rebé el nom de «Faraó Cèsar», com es conserva en una estela al serapeu de Memfis.
El mandat de Cèsar com a cònsol havia expirat a la fi del 48 ae,[82] però el seu oficial Marc Antoni, que havia tornat feia poc a Roma després de la batalla de Farsàlia, ajudà a aconseguir l'elecció de Cèsar com a dictador, un procés que va durar un any, fins a octubre del 47 ae i que donà a César l'autoritat legal per resoldre la disputa dinàstica a Egipte. Cèsar nomenà Ptolemeu XIV, de 12 anys, com a governant conjunt de Cleòpatra VII, de 22 anys, amb la celebració d'un matrimoni nominal entre germans, encara que Cleòpatra continuà convivint en privat amb Cèsar. Es desconeix la data exacta en què Xipre fou restituïda al seu control, tot i haver-hi constància que ja en tenia un governador l'any 42 ae.
Abans de tornar a Roma, es creu que Cèsar feu un creuer pel Nil amb Cleòpatra per visitar monuments egipcis, tot i que podria ser un relat romàntic que reflecteix les tendències posteriors del proletariat romà i no un fet històric real. L'historiador Suetoni donà molts detalls sobre el viatge, com la utilització de la Thalamegos, la gran nau d'esbarjo construïda per Ptolemeu IV, que feia 91 m de longitud i 24 d'alçada, equipada amb menjadors, cabines de luxe, santuaris sagrats i passeigs al llarg de les dues cobertes, un autèntic palau flotant. Cleòpatra suposadament usà de nou la Thalamegos anys després per navegar fins a la caserna general de Marc Antoni a Tars. És quasi segur que el seu disseny influí en els darrers vaixells de Nemi romans. Cèsar podria haver tingut interés en el creuer pel Nil a causa de la seua fascinació per la geografia; coneixia les obres d'Eratòstenes i Píteas i potser volia descobrir la font del riu, però sembla que les tropes li van exigir que retornara abans d'arribar a Etiòpia.

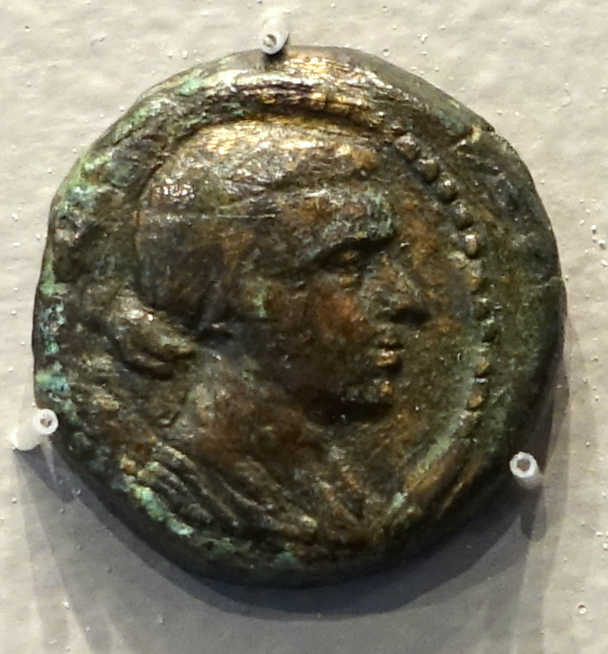
Moneda amb el bust de Cleòpatra VII en l'anvers, encunyada a Alexandria, 51-31 ae

Cèsar marxà d'Egipte a l'abril del 47 ae. Se suposava que la raó de la seua partida era que Farnaces II del Pont, fill de Mitridates VI, causava problemes a Roma a Anatòlia. És possible, també, que Cèsar, casat amb la prominent noble romana Calpúrnia, volguera evitar ser vist amb Cleòpatra quan donara a llum. Va deixar tres legions a Egipte, que després va augmentar a quatre, sota el comandament del llibert Rufi, per assegurar la feble posició de Cleòpatra, tot i que potser també per controlar-la.
Tal vegada a causa del seu matrimoni sense fills amb Calpúrnia, Cèsar va mantenir silenci públic sobre Cesarió. Hi ha proves contradictòries que públicament negà ser el seu pare, però en privat l'acceptava com el seu fill. En canvi, Cleòpatra feu repetides declaracions oficials sobre la filiació de Cesarió, amb Cèsar com a pare. També edificà un temple caesareum prop del port d'Alexandria dedicat al seu culte.
Cleòpatra i el seu cogovernant nominal, Ptolemeu XIV, visitaren Roma a la fi de l'any 46 ae, segurament sense Cesarió, i se'ls allotjà a la vil·la de Cèsar de l'Horti Caesaris. Igual que al seu pare Ptolemeu XII, Cèsar donà a Cleòpatra i Ptolemeu XIV l'estatus legal d'«amiga i aliada del poble romà», de fet, governants vassalls lleials a Roma. Entre els distingits visitants de Cleòpatra a la vil·la, a l'altre costat del Tíber, hi era el senador Ciceró, que la va trobar arrogant, sobretot després que un dels seus assessors no li donara uns llibres sol·licitats de la Biblioteca d'Alexandria. Sosígenes d'Alexandria, un dels membres de la cort de Cleòpatra, ajudà Cèsar en els càlculs del nou calendari julià, que entrà en vigor a l'Imperi romà l'1 de gener del 45 ae. El temple de Venus Genetrix, construït al fòrum al setembre del 46 ae, contenia una estàtua d'or de Cleòpatra (on estigué almenys fins al s. III de), associant directament la mare del fill de Cèsar amb la dea Venus, mare dels romans; subtilment, l'estàtua també unia la dea egípcia Isis amb la religió romana. Pot ser que Cèsar volgués construir un temple dedicat a Isis a Roma, com ho va aprovar el Senat un any després de la seua mort.
L'egiptòloga Juann Fletcher pensa que no és clar si Cleòpatra romangué a Roma fins a l'any 44 ae o si va tornar breument a Egipte quan Cèsar viatjà a la península Ibèrica al novembre del 46 ae per lliurar una guerra contra els fills de Pompeu. Com que Cleòpatra també era a la ciutat al 44 ae, durant l'assassinat de Cèsar, no es pot saber si fou un sol viatge de dos anys de durada a Roma o dues visites separades, això darrer és més probable segons Duane W. Roller. La presència de Cleòpatra a Roma tingué conseqüències en els esdeveniments de les lupercals celebrades un mes abans de l'assassinat de Cèsar; Marc Antoni intentà col·locar una diadema reial al cap de César, que aquest va rebutjar en el que probablement era una escenificació organitzada, potser per calibrar l'estat d'ànim del públic romà sobre l'acceptació d'una monarquia a l'estil hel·lenístic. Ciceró, que era en el festival, preguntà múrriament d'on provenia la diadema, una referència òbvia a la reina ptolemaica a la qual avorria.
Cèsar fou assassinat en l'idus de març de 44 ae, però Cleòpatra romangué a Roma fins a mitjan abril, amb la vana esperança que Cesarió fos reconegut com l'hereu de Cèsar. En el seu testament, però, va nomenar el seu renebot Octavi com a principal hereu, que arribà a Itàlia en la mateixa època en què Cleòpatra decidia partir cap a Egipte. Uns mesos després, Cleòpatra feu que Ptolemeu XIV morís enverinat i proclamà corregent el seu fill Cesarió.

## Cleòpatra en la guerra civil delsliberatores

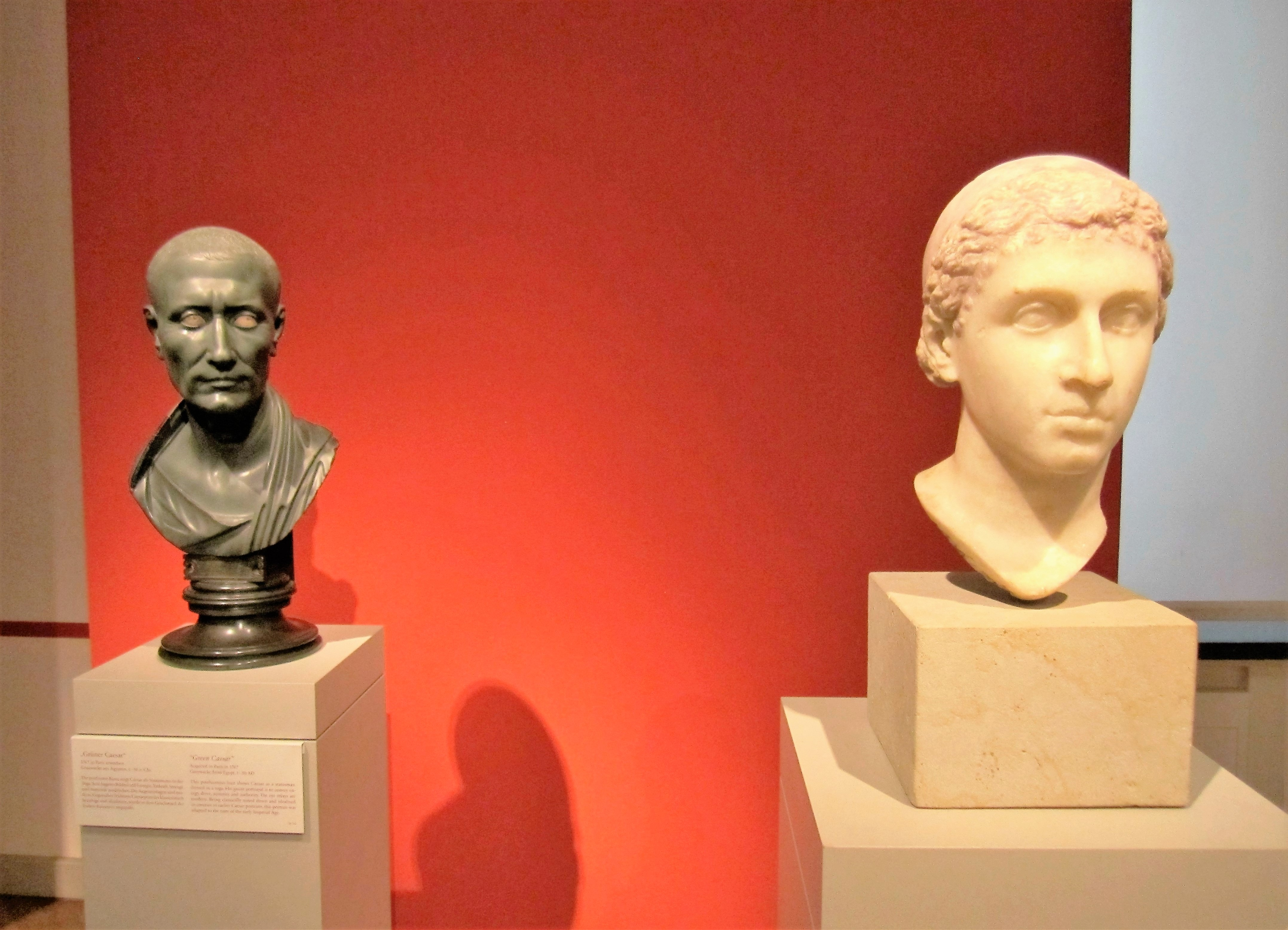
Bust romà en bronze de Juli Cèsar (esquerra) i un altre de Cleòpatra (dreta) lluint diadema reial, de mitjan s. I ae, descobert en una vil·la de la Via Apia, hui exposat a l'Altes Museum de Berlín

Octavi, Antoni i Lèpid formaren el Segon Triumvirat l'any 43 ae, en què foren triats per cinc anys per restaurar l'ordre en la República i portar davant la justícia als assassins de Cèsar (autoproclamats liberatores). Cleòpatra rebé missatges tant de Gai Cassi Longí, un dels assassins, com de Publi Corneli Dolabel·la, procònsol de Síria i partidari de Cèsar, sol·licitant-li ajut militar. Escrigué a Cassi dient-li que el seu regne s'enfrontava a massa problemes interns, alhora que enviava a Dolabel·la les quatre legions que Cèsar havia deixat a Egipte. Aquestes tropes foren capturades per Cassi a Palestina. Mentrestant, Serapió, l'strategos a Xipre de Cleòpatra, desertà i s'uní a Cassi; li proporcionà vaixells, per la qual cosa Cleòpatra dugué la seua pròpia flota a Grècia per ajudar Octavi i Antoni, però els seus vaixells foren greument danyats en una tempesta i arribà massa tard per participar en la lluita. En la tardor del 42 ae, Antoni derrotà les forces dels assassins de Cèsar en la batalla de Filipos a Grècia, la qual cosa feu que Cassi i Brut se suïcidassen.
A la fi del 42 ae, Octavi s'havia fet amb el control de gran part de la meitat occidental de la República Romana i Antoni de la meitat oriental, amb Lèpid marginat. En l'estiu del 41 ae, Antoni establí la seua caserna general a Tars, Anatòlia i convocà Cleòpatra en diverses cartes, que ella rebutjà fins que l'enviat d'Antoni, Quint Deli, la convencé perquè anara a veure'l. La reunió permetria a Cleòpatra aclarir la idea falsa que ella havia recolzat Cassi durant la guerra civil i abordar els intercanvis territorials al llevant mediterrani, però sens dubte Antoni també desitjava establir una relació personal amb la reina.
Cleòpatra navegà pel riu Cidnos fins a Tars en la Thalamegos, allotjà Antoni i els seus oficials durant dues nits amb luxosos banquets a bord del vaixell; Antoni intentà tornar el favor en la tercera nit amb el seu propi banquet, tot i que molt menys luxós. Cleòpatra es va presentar com la dea egípcia Isis amb l'aparença de la dea grega Afrodita quan va conéixer el seu diví espòs Osiris en la forma del déu grec Dionís, a qui els sacerdots del temple d'Àrtemis d'Efes havien associat amb Antoni abans d'aquesta reunió amb Cleòpatra. Algunes monedes de Cleòpatra que es conserven també la representen com Venus-Afrodita. Cleòpatra pogué deixar net el seu nom com a suposada partidària de Cassi, argumentant que havia intentat ajudar Dolabel·la a Síria. També convencé Antoni perquè portaren sa germana Arsínoe IV des del seu exili d'Efes i l'assassinaren. Serapi, el seu antic strategos a Xipre, que s'havia rebel·lat contra ella unit a Cassi, va ser trobat a Tir i lliurat a Cleòpatra per ser executat.

## Relació amb Marc Antoni

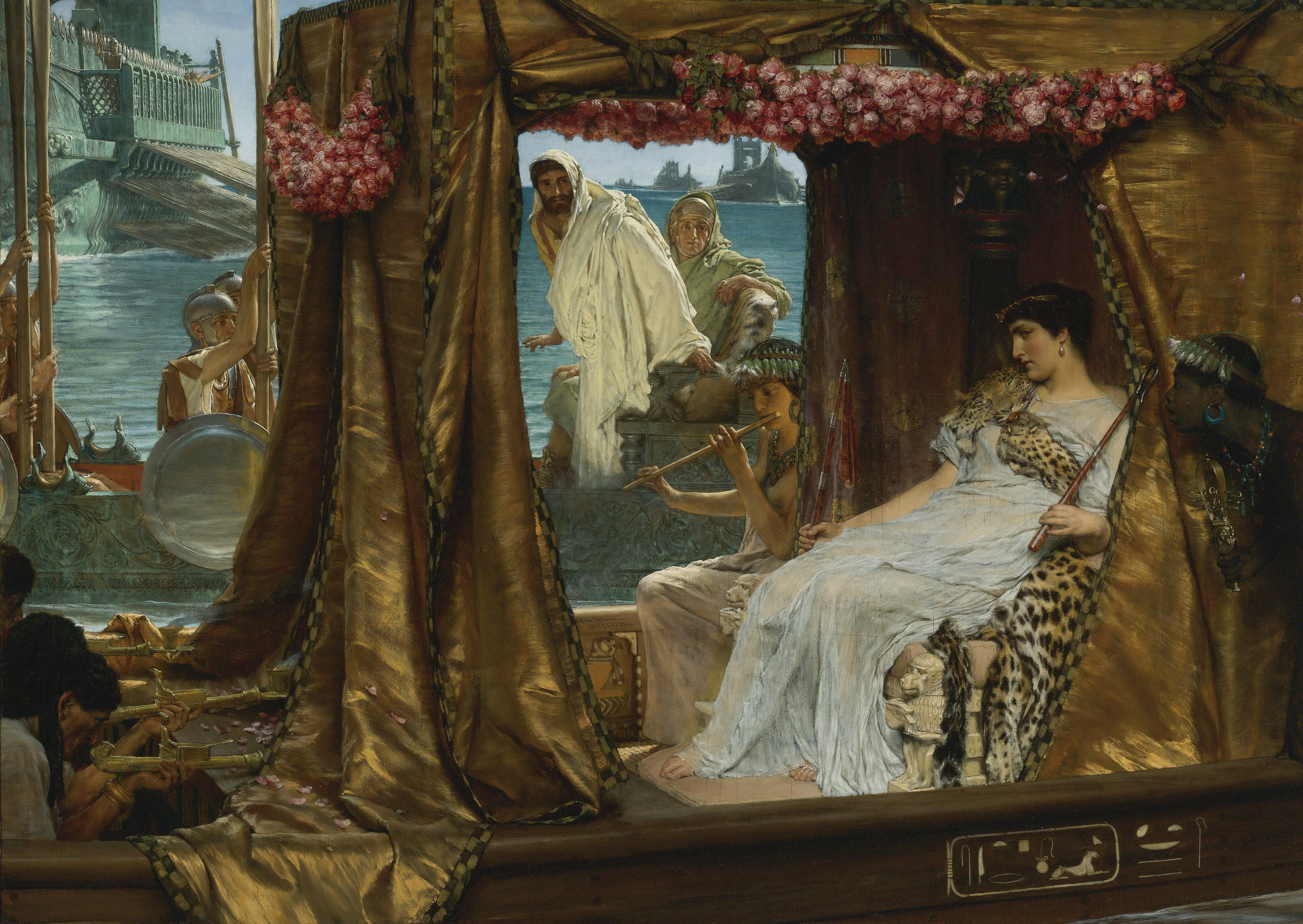
Antoni i Cleòpatra, per Lawrence Alma-Tadema.

Cleòpatra convidà Marc Antoni a venir a Egipte abans de partir de Tars, i aquest visità Alexandria al novembre de 41 ae. Fou ben rebut pel poble d'Alexandria, tant per les seues accions heroiques durant la restauració de Ptolemeu XII al poder com per arribar a Egipte sense forces d'ocupació com havia fet Cèsar. A Egipte Antoni continuà gaudint del luxós estil de vida regi que havia presenciat a bord del vaixell de Cleòpatra atracat a Tars. També feu que els seus subordinats, com Publi Ventidi Bas, expulsaren els parts d'Anatòlia i Síria.
A diferència de la majoria de les reines de l'antiguitat, que solien estar casades durant el seu mandat, Cleòpatra regnà durant la major part dels seus 22 anys com a monarca única, amb corregents sols nominals i un possible matrimoni amb Antoni ja al final de la seua vida. Tenir Cesarió com a únic hereu li suposava tant beneficis com perills. Una mort sobtada podria extingir la dinastia, però la rivalitat amb altres germans i hereus potencials també podria significar la seua caiguda. Cleòpatra escollí acuradament Antoni per donar a llum més hereus, perquè estava considerat la figura romana més poderosa després de la defunció de Cèsar. Amb el seu poder com a triumvir, tenia autoritat per restaurar a Cleòpatra antigues terres ptolemaiques, que ara estaven en mans romanes. Si tant Cilícia com Xipre estaven sota control de Cleòpatra, al novembre del 38 ae, amb un esment del seu governador Diògenes, la transferència probablement va ocórrer abans, a l'hivern del 41-40 ae, durant el temps que passà amb Antoni. Plutarc afirma que Cleòpatra jugava als daus, bevia alcohol, caçava animals salvatges i participava en exercicis militars amb Antoni. Aquestes activitats masculines no la van fer massa apreciada pels autors romans posteriors, però demostraven l'estreta relació que mantenia amb la seua parella romana.
En la primavera de l'any 40 ae Antoni marxa d'Egipte a causa de problemes a Síria, on el seu governador Luci Decidi Saxa fou assassinat i el seu exèrcit pres per Quint Labié, un antic oficial de Cassi que ara servia en l'Imperi part. Cleòpatra li va proporcionar 200 naus per a la seua campanya i com a pagament pels territoris retornats. No tornaria a veure Antoni fins a tres anys després, però van mantenir correspondència i hi ha documents que suggereixen que tenia un espia en el seu campament. A finals del 40 ae, Cleòpatra donà a llum bessons, Alexandre Heli i Cleòpatra Selene II, als quals Antoni reconegué com a fills. Helios, grec: Ἥλιος, 'el sol', i Selene (Σελήνη), 'la lluna', simbolitzaven una nova era de rejoveniment social, així com una indicació que Cleòpatra esperava que Antoni repetís les gestes d'Alexandre el Gran conquistant els parts.

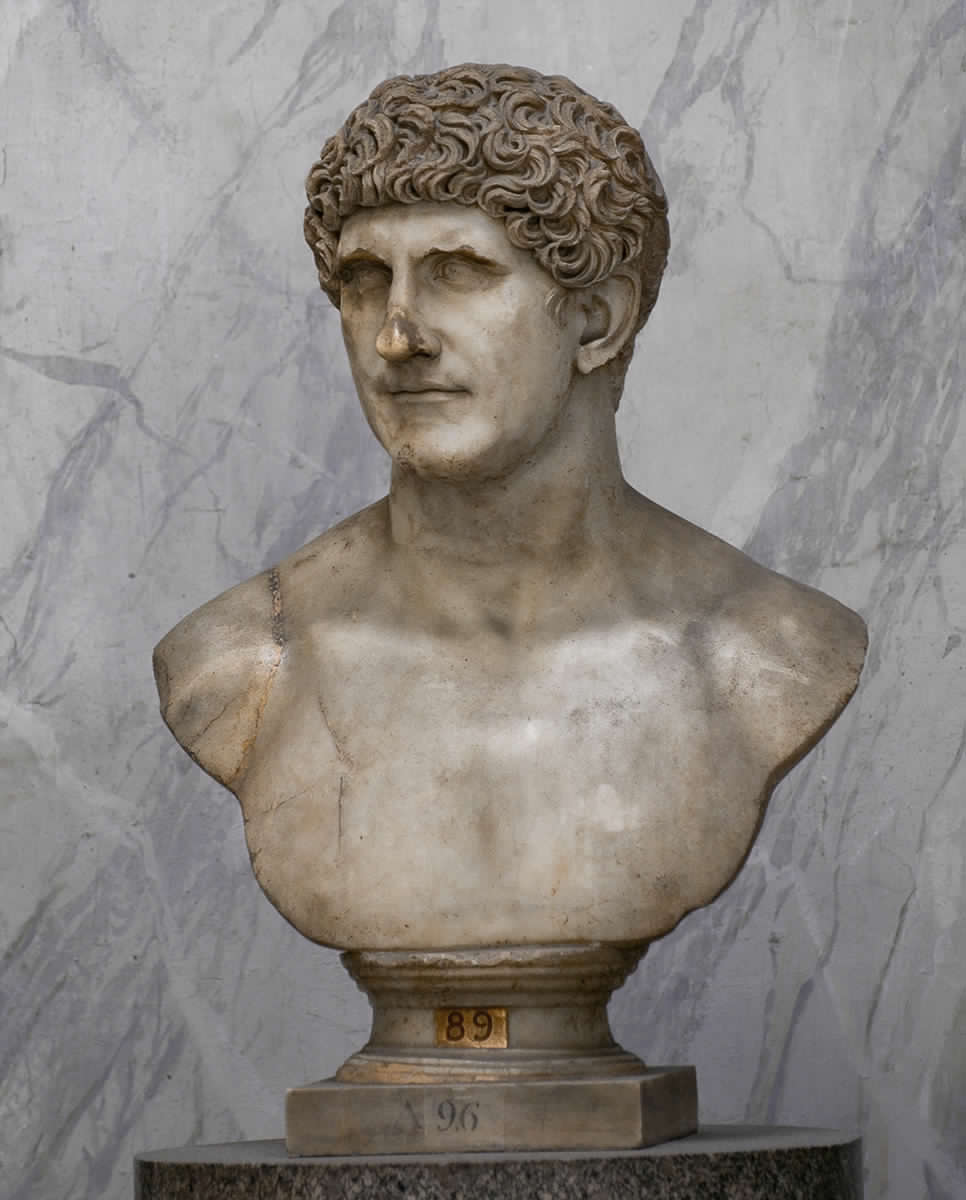
Bust romà del cònsol i triumvir Marc Antoni, exposat als Museus Vaticans

La campanya parta de Marc Antoni a l'est es deturà pels esdeveniments de la Guerra de Perusa (41-40 ae), iniciada per la seua ambiciosa esposa Fulvia contra Octavi amb l'esperança de convertir el seu marit en el líder indiscutible de Roma, conflicte que ja s'havia iniciat a Itàlia fins i tot abans que Cleòpatra es trobara amb Antoni a Tars. Fúlvia i Luci Antoni, germà de Marc Antoni, foren assetjats per Octavi a Perusa i després exiliats d'Itàlia, després ella moriria a Sició, a Grècia, mentre intentava arribar fins a Antoni. La seua mort sobtada produí la reconciliació d'Octavi i Antoni a Bríndisi al setembre del 40 ae; tot i que aquest acord consolidà el control d'Antoni sobre els territoris de la república romana a l'est de la mar Jònica, també estipulà que cedís Itàlia, la península Ibèrica i la Gàl·lia i es casara amb la germana d'Octavi, Octàvia Menor, una potencial rival de Cleòpatra.
Al desembre del 40 ae, Cleòpatra rebé Herodes a Alexandria com un hoste inesperat que fugia d'una situació turbulenta a Palestina. Antoni l'hi havia establert com a tetrarca, però aviat estigué en desacord amb Antígon II, de l'antiga dinastia dels Asmoneus, que havia empresonat al germà i company tetrarca d'Herodes, Fasael, executat quan Herodes fugia cap a la cort de Cleòpatra. Aquesta intentà concedir-li una assignació militar, però Herodes la rebutjà i va viatjar a Roma, on els triumvirs Octavi i Antoni el nomenaren rei de Judea. Aquest acte enfrontà Herodes amb Cleòpatra, que desitjava recuperar els antics territoris ptolemaics que formaven part del seu nou regne.
La relació entre Antoni i Cleòpatra potser es ressentí quan es casà amb Octàvia, i després de traslladar la caserna general a Atenes, tingué dues filles amb ella: Antònia Major al 39 ae i Antònia Menor al 36 ae. La posició de Cleòpatra a Egipte, però, estava assegurada. El seu rival Herodes estava ocupat amb una guerra civil a Judea que requeria un considerable ajut militar romana, però no en va rebre gens de Cleòpatra. Com que l'autoritat d'Antoni i Octavi com a triumvirs havia expirat l'1 de gener del 37 ae, Octàvia organitzà una reunió a Tàrent, on el triumvirat es perllongà oficialment fins a l'any 33 ae. Amb dues legions atorgades per Octavi i mil soldats cedits per Octàvia, Antoni viatjà a Antioquia, on va fer els preparatius per a la guerra contra els parts.
Antoni cità Cleòpatra a Antioquia per raonar afers urgents, com el Regne d'Herodes i el suport financer a la campanya de Pàrtia. Cleòpatra portà els bessons de tres anys a Antioquia, on Antoni els veié per primera vegada i on probablement reberen els cognoms Heli i Selene com a part dels ambiciosos plans d'Antoni i Cleòpatra per al futur. Per estabilitzar l'est, Antoni no sols amplià els dominis de Cleòpatra, sinó que establí noves dinasties governants i governs client que li serien lleials, encara que al final durarien més que ell. Entre aquests governants d'estat client hi havia Herodes, Amintes de Galàcia, Polemó I de Pont i Arquelau de Capadòcia.

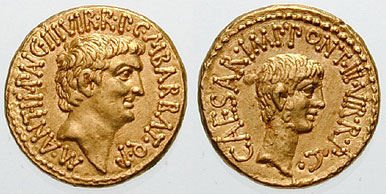
Auris romans amb els retrats de Marc Antoni (esquerra) i Octavi (dreta), emesos el 41 ae per celebrar el Segon Triumvirat d'Octavi, Antoni i Lèpid el 43 ae

Amb aquest acord Cleòpatra recuperà importants antics territoris ptolemaics al llevant mediterrani, inclosos gairebé tots els de Fenícia (Líban) menys Tir i Sidó, que continuaren en mans romanes. També rebé Ptolemais Akko (hui Acre, Palestina), una ciutat establerta per Ptolemeu II. Donades les seues relacions ancestrals amb els selèucides, se li va atorgar la regió de Celesíria al llarg de la part superior del riu Orontes. Fins i tot se li donà la regió circumdant de Jericó de Palestina, però li cedí aquest territori a Herodes. A costa del rei nabateu Màalic I (cosí d'Herodes), Cleòpatra rebé una porció del Regne nabateu del golf d'Àqaba a la mar Roja, inclosa Ailana (hui Àqaba, Jordània). A l'oest li donà Cirene al llarg de la costa líbia, així com Ítanos i Olunt a la Creta romana. Tot i que el seu control era nominal, ja que encara estaven administrats per funcionaris romans, aquests territoris li enriquiren el regne i va declarar la instauració d'una nova era encunyant una doble data en les seues monedes del 36 ae.
L'expansió del regne ptolemaic per part d'Antoni mitjançant la renúncia a territoris directament controlats pels romans fou explotada pel seu rival Octavi, que aprofità el sentiment públic a Roma en contra de l'enfortiment d'una reina estrangera a costa de la seva república. Octavi fomentà la versió que Antoni estava descurant la seua virtuosa esposa romana Octàvia, concedint-li tant a ella com a Lívia Drusil·la, la seua pròpia esposa, privilegis extraordinaris de divinitat. Uns 50 anys abans, Cornèlia, filla d'Escipió Africà, mare dels reformistes Tiberi i Gai Semproni Grac i enamorada de Ptolemeu VIII, l'avi de Cleòpatra, havia estat la primera dona romana a tenir una estàtua en vida dedicada a ella. Ara la seguien Octàvia i Lívia, les estàtues de les quals segurament s'erigiren al fòrum per rivalizar amb les de Cleòpatra, erigides per Cèsar.

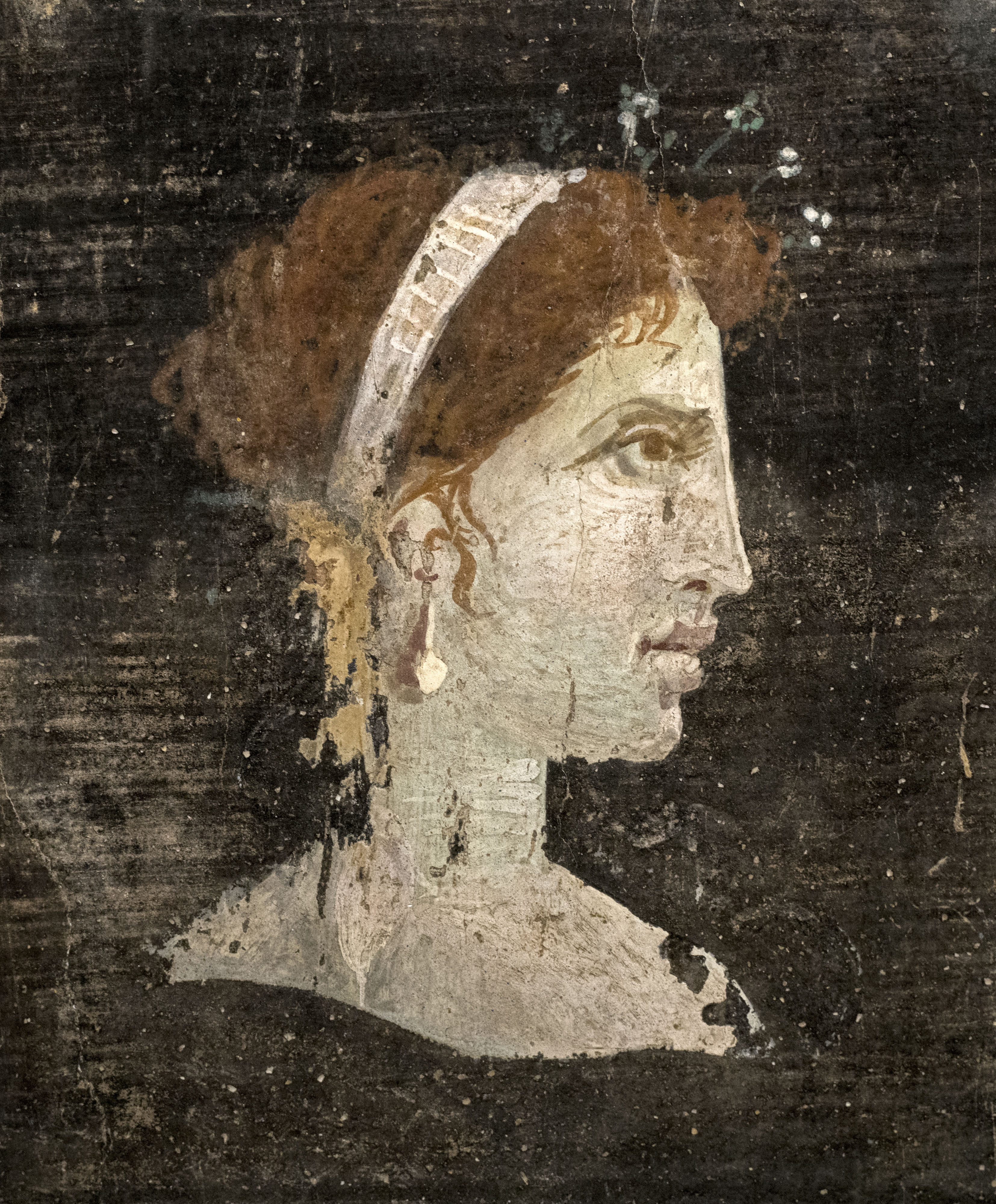
Possiblement un retrat pòstum de Cleòpatra amb el cabell roig i les seues faccions distintives, amb una diadema reial i forquetes amb incrustacions de perles, trobat a Herculà, s. I de

El 36 ae, Cleòpatra acompanyà Antoni al riu Eufrates, potser fins a Selèucia de Zeugma, en la primera etapa del seu viatge per envair l'Imperi part. Després va recórrer alguns dels seus nous territoris. Passà per Damasc i entrà a les terres d'Herodes, que l'acompanyà en opulentes condicions de retorn a la ciutat fronterera egípcia de Pelusa. Després tornà a Egipte, a causa del seu avançat estat de gestació. En l'estiu del 36 ae donà a llum Ptolemeu Filadelf, li va posar el mateix nom que el segon monarca de la dinastia ptolemaica, quasi amb tota seguretat signe de la pretensió de Cleòpatra de la restauració del regne a la seua antiga glòria.
La campanya d'Antoni a Pàrtia al 36 ae esdevingué un complet fracàs per diverses raons, com el clima extrem, la propalació de malalties, i la traïció d'Artavasdes III, que desertà al bàndol part. Després de perdre 30.000 soldats, més que Cras a Carrhae (una indignitat que havia esperat venjar), Antoni arribà a Leukokom, prop de Beirut, Líban, al desembre, bevent massa abans que Cleòpatra hi arribara per subministrar fons i vestit a les tropes. Octàvia s'oferí a cedir-li més soldats per a una altra incursió, però Antoni volia evitar els perills polítics de regressar a Roma, així que viatjà amb Cleòpatra a Alexandria per veure el seu nadó.

## Donacions d'Alexandria
Mentre Marc Antoni es preparava per a una altra expedició contra els parts al 35 ae, aquesta volta dirigida contra la seua aliada Armènia, Octàvia viatjà a Atenes amb 2.000 soldats suposadament en suport d'Antoni, però molt probablement seguint un pla ideat per Octavi per avergonyir-lo per les seues pèrdues militars. Antoni rebé aquestes tropes i li va dir a Octàvia que no es desviés a l'est d'Atenes mentre ell i Cleòpatra viatjaven junts a Antioquia, però només per després abandonar sobtadament la campanya militar i tornar a Alexandria. Quan Octàvia regressà a Roma, Octavi presentà sa germana com una víctima ofesa per Antoni, encara que ella es negà a abandonar la casa d'Antoni. La confiança d'Octavi anà creixent conforme eliminava els seus rivals a l'oest, entre ells Sext Pompeu i fins i tot Lèpid, el tercer del triumvirat, que estava en arrest domiciliari després de rebel·lar-se contra Octavi a Sicília.

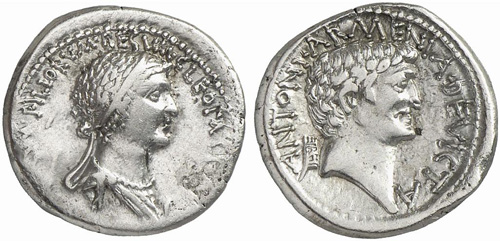
Un denari encunyat el 32 ae; en l'anvers hi ha un retrat de Cleòpatra amb diadema, amb la inscripció llatina «CLEOPATRA[E REGINAE REGVM]FILIORVM REGVM», i al revers un de Marc Antoni amb la inscripció «ANTONI ARMÈNIA DEVICTA».

Antoni envià Quint Deli com a ambaixador a Artavasdes II d'Armènia al 34 ae per negociar un enllaç matrimonial entre la filla del rei armeni i Alexandre Helios, fill d'Antoni i Cleòpatra. En rebutjar la proposta, Antoni es dirigí amb el seu exèrcit a Armènia; va capturar el rei i la família reial armènia i els va portar a Alexandria, on Antoni feu una desfilada militar imitant un triomf romà, vestit de Dionís i entrant a la ciutat en un carro per lliurar els presoners reials a Cleòpatra, seguda en un tron d'or sobre una tarima d'argent. La notícia d'aquest fet fou molt criticada a Roma per considerar-ho de mal gust i una perversió dels antics rituals romans per a gaudi d'una reina egípcia i els seus súbdits.
En un acte celebrat al Gimnàs de la capital després de les celebracions, Cleòpatra es vestí com Isis i declarà que era «reina de reis» i el seu fill Cesarió, «rei de reis», mentre que Alexandre Helios, vestit com un mede, fou declarat rei d'Armènia, Mèdia i Pàrtia; i Ptolemeu Filadelf, de dos anys, vestit de governant grecomacedoni, fou declarat rei de Síria i Cilícia. Cleòpatra Selene II rebé Creta i Cirene. És possible que Antoni i Cleòpatra s'hagueren casat en aquesta cerimònia. Antoni envià un informe a Roma sol·licitant la ratificació d'aquestes concessions territorials, hui conegudes com les donacions d'Alexandria. Octavi volia divulgar-ho amb finalitats polítiques, però els dos cònsols, tots dos partidaris d'Antoni, ho van censurar perquè quedara fora del domini públic.
A la fi del 34 ae, Antoni i Octavi s'enfrontaren en una guerra de propaganda que duraria anys. Antoni afirmava que el seu rival havia deposat il·legalment Lèpid del triumvirat, quedant-se amb les seues tropes i impedint-li reclutar tropes a Itàlia, mentre que Octavi acusava Antoni d'arrestar il·legalment el rei d'Armènia, casar-se amb Cleòpatra malgrat seguir casat amb sa germana Octàvia, i declarar il·lícitament Cesarió hereu de Cèsar en lloc d'Octavi. La gran profusió d'acusacions durant aquesta guerra propagandística han donat forma a la imatge popular de Cleòpatra des de la literatura de l'època d'August fins als mitjans de comunicació de l'era moderna.

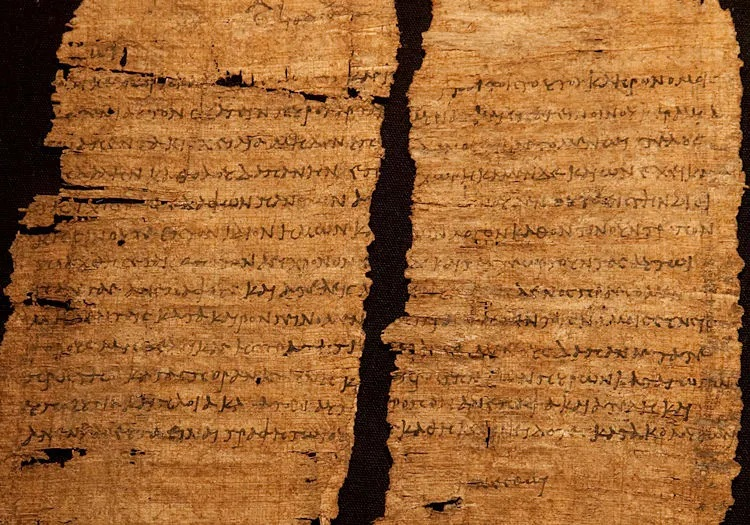
Un document en papir del 33 ae que té la signatura de Cleòpatra feta per un funcionari, però amb «faci's», o «així siga», afegit en grec de puny i lletra de la reina

A més de les crítiques per l'extravagant manera de vida de Cleòpatra i la corrupció del senzill Antoni amb la seua opulència, alguns autors romans digueren que Cleòpatra havia recorregut a la bruixeria; no sols jugava amb la idea d'enverinar a molts, inclòs Antoni, sinó que també tenia la intenció de conquistar i castigar la mateixa Roma i que era tan destructiva per a la civilització com l'Helena de Troia. Es considerava que Antoni havia perdut la raó i que tenia el cervell rentat amb els encanteris de Cleòpatra. Els partidaris d'Antoni ho contrarestaven amb relats de la desenfrenada i promíscua vida sexual d'Octavi, mentre que els grafits semblaven calumniar tots dos bàndols de ser sexualment obscens. Cleòpatra tenia un oracle planificat que deia que Roma seria castigada, però que li seguiria la pau en una època daurada liderada per la reina. En un relat de Luci Munaci Planc, conservat en les Sàtires d'Horaci, es diu que Cleòpatra apostà que podia gastar 2,5 milions de dracmes en una nit i ho va demostrar traient una perla, una de les més cares que es coneixen, i la va dissolgué en vinagre durant un sopar. L'acusació que Antoni havia robat llibres de la Biblioteca de Pèrgam per reabastir la d'Alexandria resultà ser una invenció admesa per Gai Calvisi Sabí, que degué ser font de moltes calúmnies a Antoni en suport a Octavi.
Un document en papir del 33 ae, que després s'usà per embolcallar una mòmia, conté la signatura de Cleòpatra, segurament escrita per un funcionari autoritzat per signar per ella, ja que era una pràctica ptolemaica confirmar documents per evitar falsificacions.

## Batalla d'Àccium

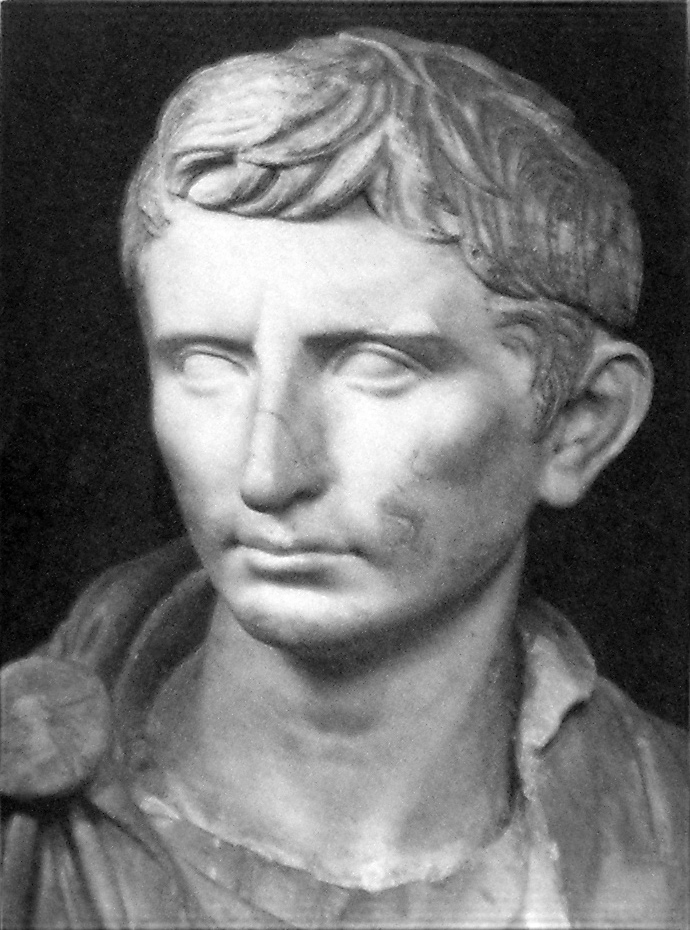
Estàtua reconstruïda d'August com a jove Octavi, c. 30 ae

En un discurs davant el Senat romà el primer dia del seu nomenament com a cònsol, Octavi acusà a Antoni d'intentar menyscabar les llibertats romanes i la integritat territorial com a esclau de la reina oriental, a qui va dir que li havien cedit terres que pertanyien als romans. Abans que l'imperium conjunt d'Antoni i Octavi expirara el 31 de desembre del 33 ae, Antoni declarà Cesarió el veritable hereu de Juli Cèsar en un intent d'afeblir Octavi. L'1 de gener del 32 ae feren cònsols Gai Sosi i Gneu Domici Aenobarb, tots dos partidaris d'Antoni. L'1 de febrer G. Sosi feu un discurs condemnant Octavi, en aquells dies un ciutadà privat sense càrrec públic, i promulgà lleis en contra seua. Durant la següent sessió del Senat, Octavi entrà a la Cambra del Senat amb guàrdies armats i feu acusacions contra els cònsols. Intimidats per aquest acte, l'endemà els cònsols i més de 200 senadors que encara recolzaven Antoni fugiren de Roma per reunir-se amb ell. Antoni establí el seu propi Senat contraromà. Tot i que ocupava un càrrec militar i la seua reputació seguia en gran manera intacta, Antoni depenia de Cleòpatra per aconseguir suport militar. Antoni i Cleòpatra viatjaren plegats a Efes al 32 ae, on ella li concedí 200 dels 800 navilis amb què comptava.
Aenobarb, temorós que la campanya de propaganda d'Octavi es confirmara davant el poble, intentà persuadir Antoni que mantinguera al marge Cleòpatra de la campanya bèl·lica contra Octavi. Cleòpatra rebutjà la petició d'Antoni perquè tornara a Egipte, per considerar que bloquejant Octavi a Grècia podria defensar millor Egipte. La seua insistència a participar en la batalla per Grècia provocà la deserció de notables romans com Aenobarb i Luci Munaci Planc.
Durant la primavera del 32 ae Antoni i Cleòpatra viatjaren a Samos i després a Atenes. Va persuadir Antoni perquè enviara a Octàvia una declaració oficial de divorci, la qual cosa impulsà Planc a aconsellar a Octavi que s'apoderara del testament d'Antoni, en custòdia de les Vestals. Malgrat ser una violació de principis sagrats i drets legals, Octavi obtingué per força el document del temple de Vesta, i el convertí en una poderosa eina en la seua guerra propagandística contra Antoni i Cleòpatra. Octavi revelà parts del testament, com que Cesarió era nomenat hereu de Cèsar, que les donacions d'Alexandria eren legals, que Antoni havia de ser enterrat al costat de Cleòpatra a Egipte en lloc de Roma, o que Alexandria esdevindria la nova capital de la República romana. Com a mostra de lleialtat a Roma, Octavi començà la construcció del seu mausoleu al Camp de Mart. La posició legal d'Octavi també millorà en ser triat cònsol al 31 ae. Amb la voluntat d'Antoni feta pública, Octavi tenia el seu casus belli i Roma declarà la guerra a Cleòpatra, no a Antoni. L'argument legal per a la guerra es basava més aviat en el fet que estava proporcionant suport militar a un ciutadà privat, ara que l'autoritat triumviral d'Antoni havia expirat. El desig d'Octavi d'envair Egipte també coincidí amb el seu interés financer de cobrar els deutes contrets amb Cèsar pel pare de Cleòpatra, Ptolemeu XII, que ara eren prerrogativa d'Octavi, l'hereu de Cèsar.

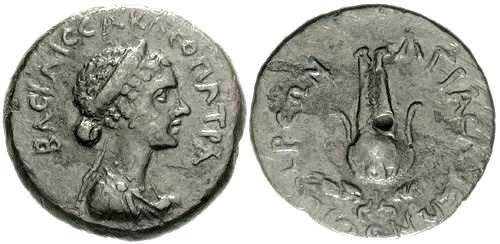
Una moneda d'òbol de Cleòpatra de l'any 31 ae

Antoni i Cleòpatra tenien més tropes (100.000 soldats) i una flota més nombrosa (800 vaixells) que Octavi, que només tenia 80.000 soldats i 200 vaixells, però la tripulació de la seua armada no estava ben entrenada, mentre que Octavi disposava d'una força totalment professional. Antoni volia creuar l'Adriàtic i detenir Octavi a Tàrent o Bríndisi, però Cleòpatra, preocupada sobretot per la defensa d'Egipte, s'oposà a atacar directament Itàlia. Establiren la caserna general d'hivern a Patres (Grècia) i cap a la primavera del 31 ae s'havien traslladat a Àccium, al sud del golf d'Ambràcia.
Antoni i Cleòpatra tenien el suport d'alguns reis aliats, però Cleòpatra ja havia estat en conflicte amb Herodes i un terratrèmol a Palestina li proporcionà una excusa perquè les seues forces no participaren en la campanya. També perderen el suport de Màlic I de Nabatea, i això tingué després conseqüències estratègiques. Antoni i Cleòpatra perderen algunes escaramusses contra Octavi a la vora d'Àccium l'estiu del 31 ae i se succeïren contínues desercions cap al campament d'Octavi, com la del durant molt de temps company d'Antoni, Quint Deli, i els fins al moment reis aliats Amintes de Galàcia i Deiòtar de Paflagònia. Mentre que alguns membres de l'exèrcit d'Antoni suggeriren deixar el conflicte naval per enfrontar-se a Octavi a l'interior de Grècia, Cleòpatra insistí en una confrontació naval per mantenir la flota rival allunyada d'Egipte.

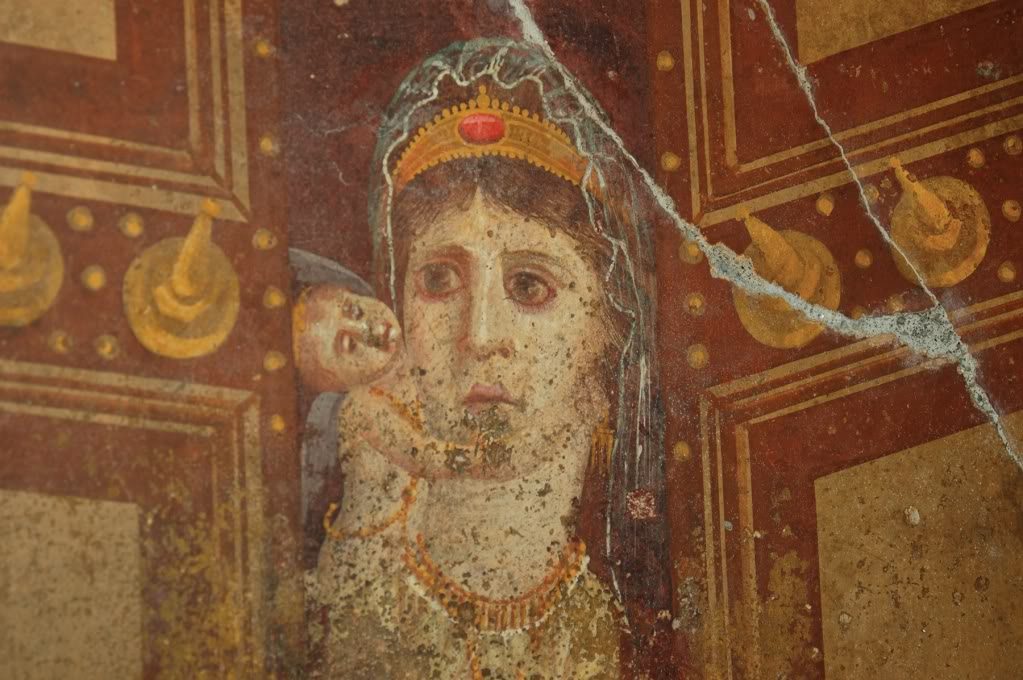
Pintura romana a casa de Marc Fabi Rufus a Pompeia, que representa Cleòpatra com a Venus Genetrix i son fill Cesarió com a Cupido, de mitjan s. I ae

El 2 de setembre del 31 ae les forces navals d'Octavi, dirigides per Marc Vipsani Agripa, s'enfrontaren a les d'Antoni i Cleòpatra en la batalla d'Àccium. Cleòpatra, a bord del seu vaixell almirall, l'Antonies, era en la rereguarda de la flota al comandament de 60 vaixells a la desembocadura del golf d'Ambràcia, en el que degué ser una estratègia dels oficials d'Antoni per marginar-la durant la batalla. L'historiador Stanley M. Burstein creu que els escriptors partidaris de Roma acusaren posteriorment Cleòpatra d'haver desertat covardament d'Antoni, però la seua intenció de mantenir les veles a bord degué ser trencar el bloqueig i salvar la major part possible de la flota. Antoni va seguir a Cleòpatra i abordà el seu vaixell, identificat per les veles porpres, mentre els dos escapaven de la batalla i es dirigien a Matapan. Es diu que Antoni va evitar Cleòpatra durant aquest viatge de tres dies, fins que els seus servents a Matapan li van instar a parlar amb ella. La batalla d'Àccium continuà sense Cleòpatra i Antoni fins al matí del 3 de setembre, amb desercions massives d'oficials, tropes i reis aliats a l'exèrcit d'Octavi.

## Caiguda i mort

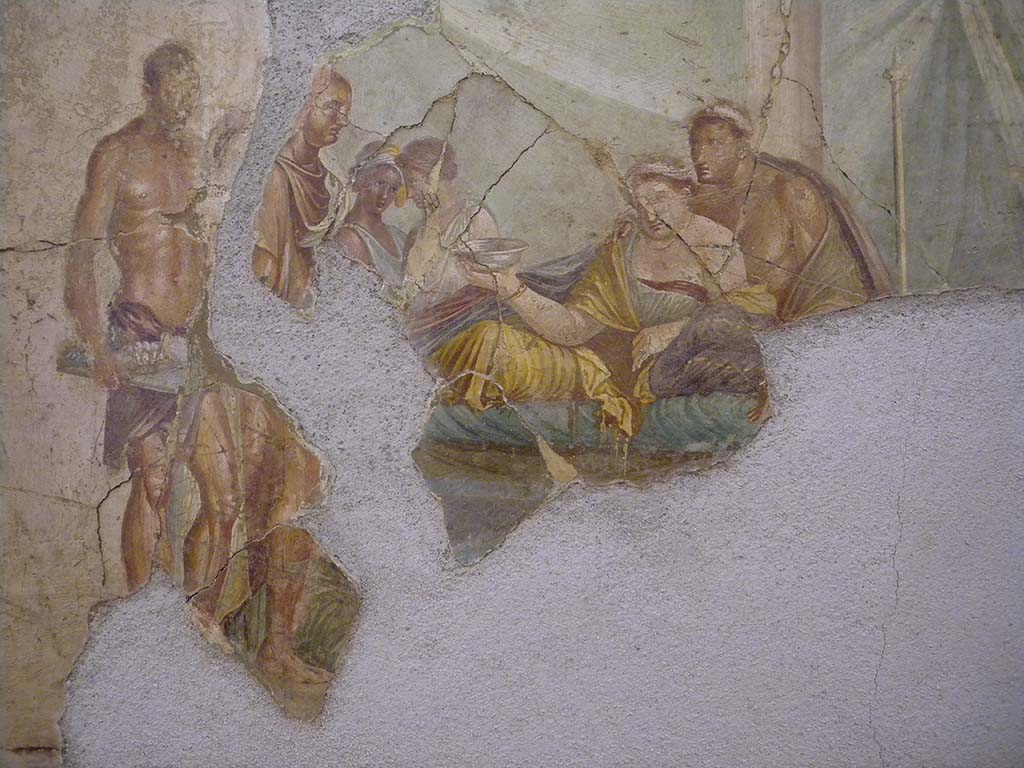
Una pintura romana de la casa de Giuseppe II a Pompeia, de principis del s. I, que representa segurament Cleòpatra suïcidant-se amb verí, amb el seu fill Cesarió al seu darrere

Mentre Octavi ocupava Atenes, Antoni i Cleòpatra desembarcaren a Marsa Matruh, a Egipte. Llavors la parella emprengué el seu camí per separat, Antoni a Cirene per reunir més tropes i Cleòpatra navegà fins al port d'Alexandria en un enganyós intent de mostrar les operacions a Grècia com una victòria. A causa d'informes contradictoris no se sap amb seguretat si Cleòpatra tenia o no dificultats financeres en aquest moment; algunes afirmacions, com el robatori de les riqueses dels temples per pagar les despeses militars probablement era propaganda octaviana. Tampoc és clar si en aquest moment va executar Artavasdes II i n'envià el cap al seu rival, Artavasdes I, rei d'Atropatene, en un intent d'establir-hi una aliança.
Luci Pinari, nomenat governador de Cirene per Marc Antoni, rebé la notícia de la victòria d'Octavi abans de l'arribada dels missatgers d'Antoni a la seua cort. Feu executar els missatgers i després desertà al bàndol d'Octavi, a qui lliurà les quatre legions sota el seu comandament que Marc Antoni volia aconseguir. Antoni estigué a punt de suïcidar-se en assabentar-se'n de la notícia, però els seus oficials ho impediren. A Alexandria construí una caseta aïllada a l'illa de Faro, a la qual anomenà Timoneion, en honor del filòsof Timó d'Atenes, famós pel seu cinisme i misantropia. Herodes, que havia aconsellat personalment a Antoni després de la batalla d'Àccium que havia de trair a Cleòpatra, viatjà a Rodes per trobar-se amb Octavi i renunciar al seu regnat per lleialtat a Antoni. Impressionat per la seua franquesa i lleialtat, Octavi li permeté mantenir la seua posició a Palestina, aïllant encara més Antoni i Cleòpatra.
Tal volta Cleòpatra començava a veure Antoni com una càrrega a l'estiu del 31 ae, quan es disposava a deixar Egipte al seu fill Cesarió. Com a objecte de l'hostilitat romana, planejava cedir-li el tron i traslladar la seua flota des del Mediterrani a la mar Roja i després salpar cap a un port estranger, potser a l'Índia, on podria passar un temps recuperant-se. Abandonà aquests plans quan Màlic I, seguint el consell de Quint Didi, governador de Síria nomenat per Octavi, cremà la flota de Cleòpatra en revenja per les seues pèrdues en una guerra anterior contra Herodes empresa en gran manera per Cleòpatra. Per això hagué de quedar-se a Egipte i negociar amb Octavi. Encara que el més probable és que fos una informació provinent de la campanya de propaganda d'Octavi, es va dir que Cleòpatra començava a provar l'eficàcia de diversos verins amb els presoners i fins i tot amb els seus servents.

La mort de Cleòpatra (1658), de Guido Cagnacci

Cleòpatra feu que Cesarió ingressara d'efeb, i això, amb la inscripció d'una estela de Coptos datada del 21 de setembre del 31 ae, demostra que estava preparant el seu fill com a únic governant d'Egipte. En una mostra de solidaritat, Antoni va fer que Marc Antoni Antil, el seu fill amb Fúlvia, s'allistara també com a efeb. Enviaren missatges per separat a Octavi, encara apostat a Rodes, però sembla que aquest sols va contestar a Cleòpatra. Ella li demanà que els seus fills heretaren Egipte i que permeteren a Antoni viure allí exiliat; oferí diners a Octavi en un futur i li envià fastuosos regals, com un ceptre d'or, una corona i un tron. Octavi li envià el seu diplomàtic Tirs quan ella amenaçà de cremar-se a si mateixa i gran part del seu tresor dins d'una tomba que estava en construcció. Tirs havia d'aconsellar-li que matara a Antoni perquè se li perdonara la vida, però quan Antoni va sospitar de les seues intencions, el feu assotar i l'envià de tornada sense cap acord.
Després de llargues negociacions que no donaren resultat, Octavi es disposava a envair Egipte en la primavera del 30 ae, amb parada a Fenícia, on el seu nou aliat Herodes l'allotjà i proveí el seu exèrcit. Es va dirigir al sud i prengué Pelúsion, mentre que Gai Corneli Gal, marxant cap a l'est des de Cirene, derrotà les forces d'Antonio. Octavi anà cap a Alexandria, però Antoni obtingué una petita victòria sobre les esgotades tropes d'Octavi als afores de l'hipòdrom de la ciutat. L'1 d'agost del 30 ae, però, la flota naval d'Antoni es va rendir, seguida per la cavalleria. Cleòpatra s'amagà a la seua tomba amb els seus assistents i envià un missatge a Antoni dient-li que s'havia suïcidat. En la desesperació, Antoni reaccionà apunyalant-se en l'estómac i llevant-se la vida, als 53 anys. Segons Plutarc, estava encara moribund quan fou traslladat fins a Cleòpatra a la seua tomba, i li va dir que havia mort honorablement en un enfrontament contra un romà i que ella podia confiar en el company d'Octavi, Gai Proculei, abans que en qualsevol altre membre del seguici. Fou, però, Proculei qui entrà en la tomba i va detenir la reina, privant-la d'immolar-se amb els seus tresors. A Cleòpatra se li permeté embalsamar i enterrar Antoni dins de la seua tomba abans de ser escortada al palau.

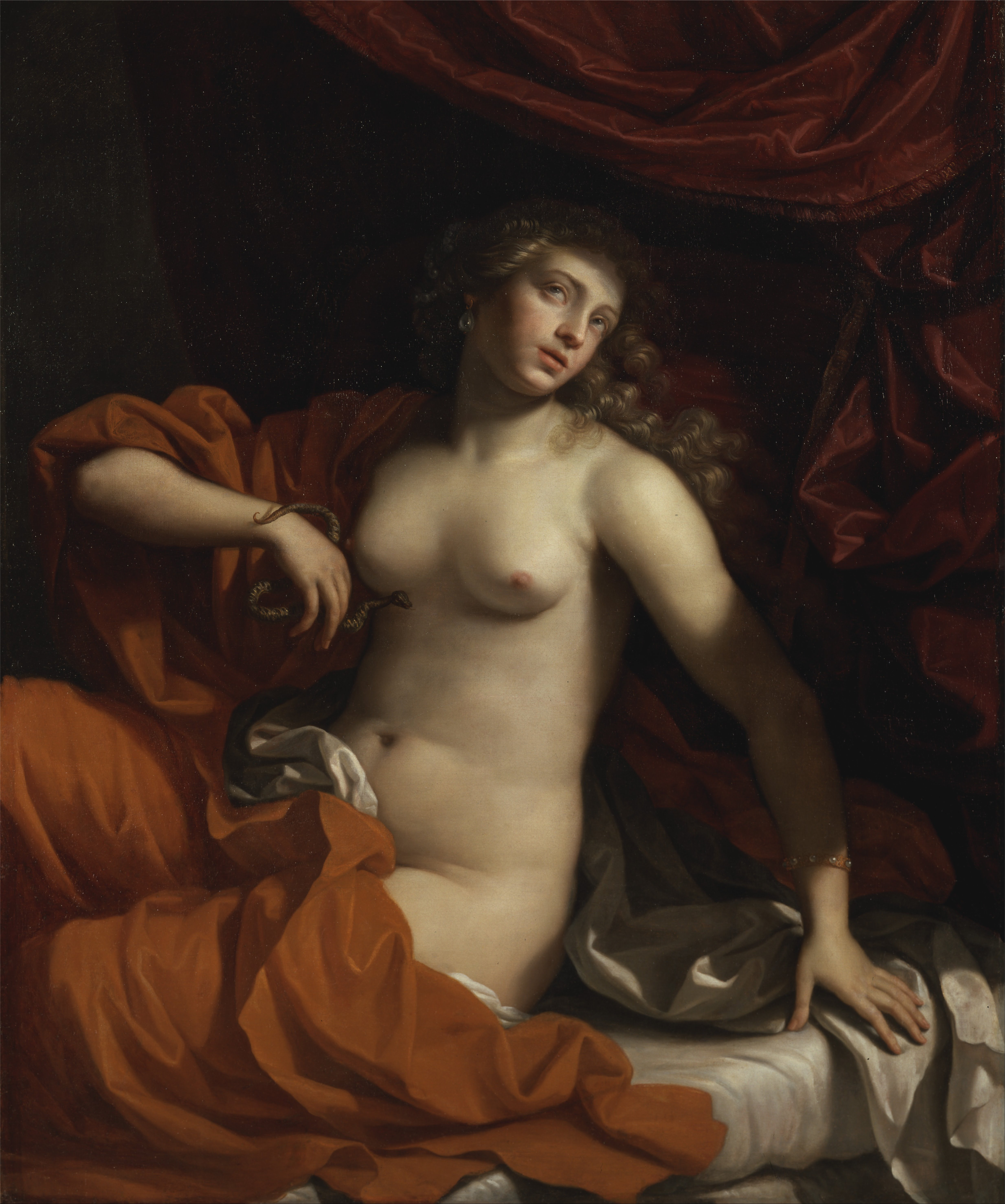
Cleòpatra, per Benedetto Gennari, 1674-1675

Octavi arribà a Alexandria i hi pronuncià un discurs de reconciliació al Gimnàs abans d'instal·lar-se al palau i arrestar els tres fills més petits de Cleòpatra. Quan es va reunir amb ell, Cleòpatra li digué sense embuts: «no seré exhibida en un triomf». Octavi li va prometre que la mantindria amb vida, però no li explicà els seus plans futurs per al seu regne. Quan un confident la informà que planejava traslladar-la a ella i els seus fills a Roma tres dies després, optà pel suïcidi, ja que no tenia intenció de ser exposada en un triomf romà com sa germana Arsínoe IV. No és clar si el suïcidi de Cleòpatra a l'agost del 30 ae, a l'edat de 39 anys, va tenir lloc al palau o a la seua tomba. Es diu que estava acompanyada pels seus servents Eira i Carmió, que també es llevaren la vida. Octavi estava aparentment enutjat per aquest desenllaç, però l'enterrà amb cerimonial reial al costat d'Antoni a la seua tomba. El metge de Cleòpatra, Olimp, no explica la causa de la seua mort, tot i que la creença popular és feu que un àspid o cobra egípcia la mossegués. Plutarc narra aquesta història, però després suggereix que s'usà un instrument (κνῆστις knêstis 'espina, pua, ratlladora') per introduir la toxina gratant-se, mentre que Dió diu que s'injectà el verí amb una agulla (βελόνη belónē) i Estrabó advoca per algun tipus d'ungüent. No es va trobar cap serp verinosa amb el cadàver, però tenia petites ferides punxants al braç que podrien haver estat causades per una agulla.

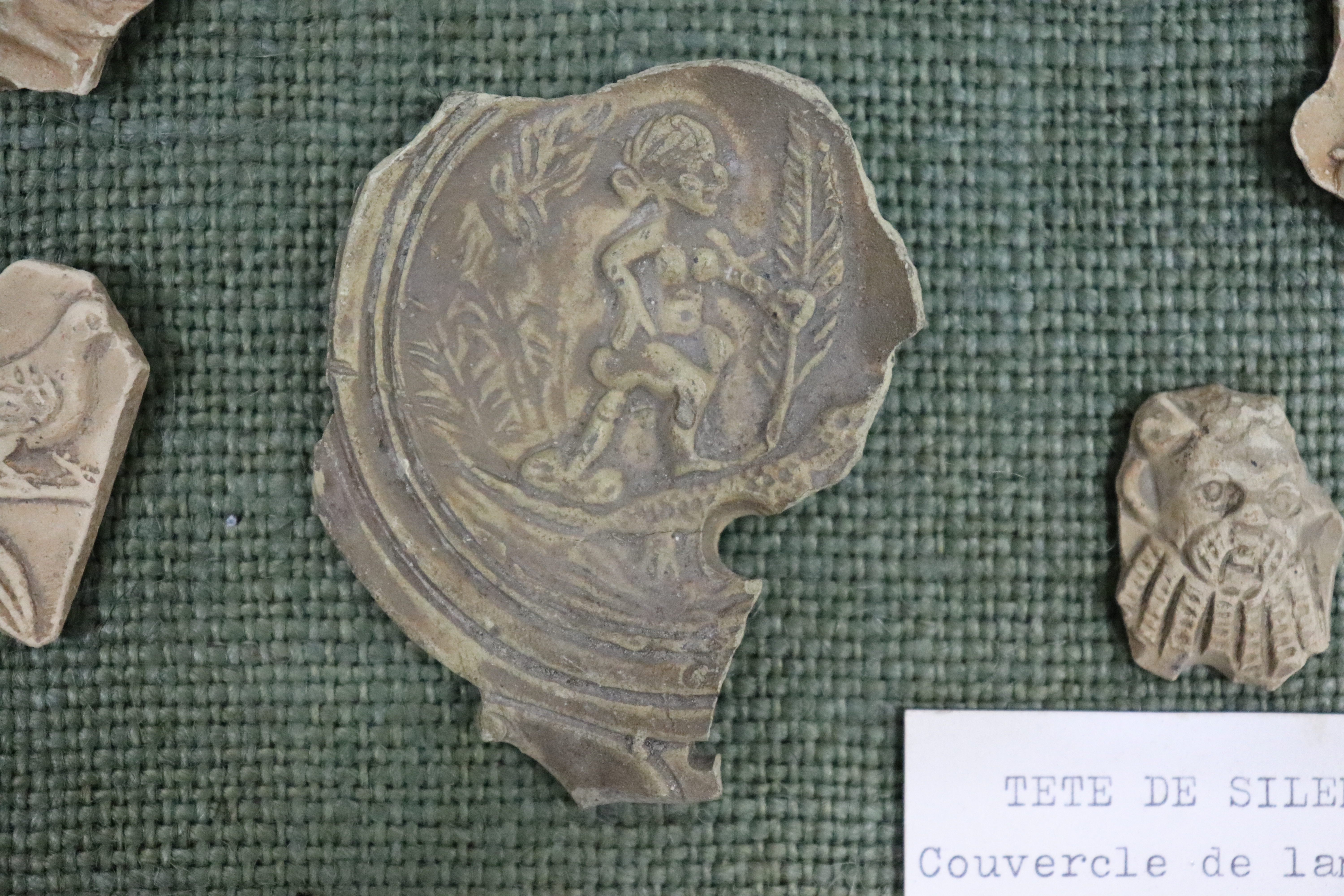
Fragments d'un llum d'oli romà amb una escena eròtica de Cleòpatra nua muntada sobre el fal·lus d'un cocodril egipci, Museu de Die, França

Cleòpatra, tot i que durant molt temps desitjà preservar el seu regne, decidí en els darrers moments enviar Cesarió a l'Alt Egipte, tal volta planejant fugir a Núbia, Etiòpia o l'Índia. Cesarió, ara Ptolemeu XV, tot i que només durant sols 18 dies, fou executat per ordre d'Octavi el 29 d'agost del 30 ae, després de tornar a Alexandria sota la falsa idea que li permetria ser rei. Octavi inicialment tenia dubtes sobre si havia de matar-lo, però el convencé el seu amic el filòsof Ari Dídimo que al món només pertocava un Cèsar. Amb la caiguda del Regne ptolemaic, s'hi establí la província romana d'Egipte, marcant el final del període hel·lenístic que havia començat amb el regnat d'Alexandre el Gran (336-323 ae). El gener del 27 ae Octavi fou nomenat August («el venerat») i acumulà poders constitucionals que el convertiren en el primer emperador romà, i s'inicià l'era del Principat de l'Imperi romà.
Els emperadors romans després foren considerats faraons d'Egipte, però a diferència dels governants ptolemaics no residien a Egipte. Octavi, ara August, es distancià dels rituals de la reialesa egípcia, com la coronació del faraó o l'adoració d'Apis, tot i que fou representat als temples com un faraó típic que feia sacrificis als déus. A diferència de les províncies romanes convencionals, Egipte fou establert per Octavi com a territori sota el seu control personal, la qual cosa impedí que el Senat romà intervinguera en qualsevol dels seus assumptes i nomenara els seus governadors d'Egipte cavallers, el primer dels quals fou Corneli Gal.

## Egipte sota el regnat de Cleòpatra
Cleòpatra governà Egipte i altres territoris com Xipre com una monarca absoluta, seguint la tradició dels governants del Regne de Macedònia del nord de Grècia, pàtria d'Alexandre el Gran, abans que els seus successors, els diàdocs, difongueren aquest estil de monarquia per tot l'imperi aquemènida.
 La Grècia clàssica (480-336 ae) incloïa una sèrie de polis, ciutats estat que tenien diverses formes de govern, com la democràcia o l'oligarquia. Aquestes polis continuaren amb aquestes formes de govern en la Grècia hel·lenística (336-146 ae) i fins i tot en la Grècia romana. Estaven molt influenciades per les monarquies hel·lenístiques de les dinasties antigònida, selèucida i ptolemaica. Començant amb el regnat de Ptolemeu I Sòter, fundador de la dinastia, el Regne ptolemaic havia lluitat en una sèrie de conflictes, les guerres sirianes, contra l'Imperi selèucida pel control de Síria. El Regne de Cleòpatra tenia la base a Egipte, però desitjava expandir-lo i incorporar territoris del nord d'Àfrica, Àsia occidental i la conca mediterrània oriental que pertangueren al seu il·lustre avantpassat.
Era nominalment l'única legisladora del seu regne. Participava en els afers administratius del seu domini; el Museion i l'adjacent Biblioteca d'Alexandria van atraure erudits de tot el món hel·lenístic, a qui se'ls va permetre viure a Egipte amb exempcions fiscals. També en fou la principal autoritat religiosa, duent a terme rituals de l'antiga religió que els seus súbdits nadius egipcis consideraven que prevenien la destrucció del món. Donada la presència majoritàriament grega i la naturalesa multicultural de les ciutats ptolemaiques com Alexandria, Cleòpatra també estava obligada a supervisar les cerimònies religioses que honoraven les diferents deïtats gregues. L'ètnia grega ocupava els nivells superiors de les administracions governamentals, tot i que en el marc de la burocràcia dels escribes que havia existit a Egipte des de l'antic regne. Molts administradors de la seua cort havien servit durant el regnat de el seu pare, encara que alguns d'ells van ser assassinats en la guerra civil entre ella i el seu germà. Per les inscripcions i els registres de papirs es coneixen els noms de més de vint governadors regionals que serviren a Cleòpatra, i indiquen que alguns eren d'ètnia grega i uns altres egipcis nadius.
La societat egípcia ptolemaica estava dividida en dues classes jurídicament definides: grecs i egipcis. Els macedonis i els grecs vivien a les ciutats estat d'Alexandria, Nàucratis i Ptolemaida Hermia. Considerats ciutadans de ple dret d'aquestes polis, tenien prohibit casar-se amb egipcis nadius (tot i que els grecs que vivien fora d'aquests nuclis podien fer-ho). Els egipcis nadius i fins i tot els jueus podien ser classificats com a grecs si renunciaven a les seues cultures originàries, rebien una educació grega, identificaven els seus déus i dees amb noms grecs i adoptaven l'estil de vida grec. Els egipcis nadius havien estat exclosos en gran manera de servir en l'exèrcit durant el regnat de Ptolemeu II, reemplaçats pels clerucs grecs i jueus. Durant el regnat de Ptolemeu IV a la fi del s. III ae hi foren reintroduïts. Les grans migracions de grecs a Egipte cessaren al s. II ae, de manera que la minoria grega en l'Egipte ptolemaic continuà sent minsa demogràficament.
Tot i que els sacerdots egipcis eren sovint rics terratinents que rivalitzaven amb la riquesa dels faraons ptolemaics, els monarques eren tècnicament amos de totes les terres egípcies com a part del seu patrimoni. Quasi tots els aspectes de l'economia egípcia eren nominalment controlats pel govern central amb seu a Alexandria. Els governants ptolemaics exigien alts aranzels als béns importats i exportats, establien els preus de diversos béns, imposaven alts tipus de canvi a les divises estrangeres, establien monopolis sobre certes indústries com l'oli vegetal i la producció tèxtil i obligaven els grangers a romandre als seus llogarets durant els períodes de sembra i collita. L'eficàcia d'aquestes polítiques, però, i l'autoritat dels governants ptolemaics, inclosa Cleòpatra, per executar-les eren més un desig que una realitat. Cleòpatra i molts dels seus predecessors reials creien necessari saldar tots els deutes privats dels seus súbdits amb el govern al començament dels seus regnats, per la corrupció financera generalitzada dels nomarques que abusaven de la població en general. Els abusos sovint dugueren els treballadors a fer vagues generals fins que el govern accedia a satisfer-ne les demandes. Al principi del seu regnat, els funcionaris locals estaven pressionant els llauradors pobres cobrant-los imposts durant una sequera i fam. Cleòpatra restringí aquestes mesures abusives i impulsà ajuts com la distribució de cereals dels graners reials.

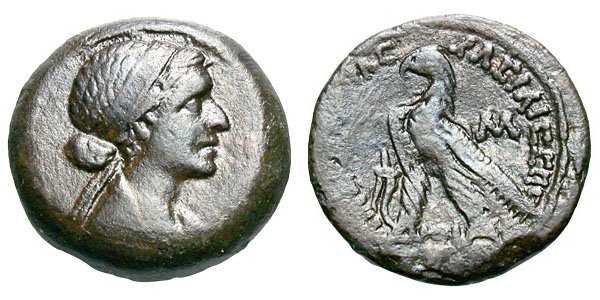
Cleòpatra en una moneda de 40 dracmes del 51-30 ae, encunyada a Alexandria amb la inscripció ΒΑΣΙΛΙΣΣΗΣ ΚΛΕΟΠΑΤΡΑΣ al revers

Tant Ptolemeu XII com Cleòpatra VII devaluaren la maneda ptolemaica a causa de problemes financers. No es coneixen monedes d'or des del regnat de Cleòpatra, mentre que s'hi restablí l'ús de monedes de bronze (absents des del regnat de Ptolemeu IX) i la moneda d'argent es devaluà un 40% cap al final del seu regnat. Les monedes encunyades per ella provenien d'una gran àrea geogràfica, que incloïa llocs a Egipte com Alexandria, però també l'illa de Xipre, Antioquia, Damasc i Qinnasrin a Síria, Trípoli a Fenícia, Ascaló a Palestina i Cirenaica a Líbia. Les monedes que han sobreviscut encunyades per Cleòpatra són de quasi tots els anys del seu regnat. Solien portar la seua imatge, amb la de la dea Isis; algunes n'imiten l'encunyació de la seua avantpassada Arsínoe II. Entre les monedes encunyades amb Marc Antoni hi ha els denaris romans amb imatges de tots dos, la primera vegada que una reina estrangera apareix en monedes romanes amb inscripcions en llatí.
A més de diverses obres grecoromanes d'art i literatura antigues que representen la reina, el seu llegat ha sobreviscut parcialment en alguns dels seus ambiciosos programes de construcció a Egipte usant estils d'arquitectura grega, romana i egípcia. Va construir un temple Cesari dedicat a l'adoració de Juli Cèsar prop del palau d'Alexandria davant la mar; l'entrada estava flanquejada per obeliscs de granit rosa de 200 tones, erigits allí per August l'any 13-12 ae, i que foren coneguts com les Agulles de Cleòpatra, i traslladats a Nova York i Londres al s. XIX. Paral·lelament a la renovació de la concessió d'asil als jueus d'Egipte i a la política pro jueva de Juli Cèsar, Cleòpatra també va construir una sinagoga a Alexandria. Després de la guerra civil contra el seu germà Ptolemeu XIII, la ciutat fou reconstruïda en gran part, la qual cosa inclogué reparacions al Gimnàs i al Far d'Alexandria, a l'illa de Faro. No se sap si feu alteracions significatives a la Biblioteca d'Alexandria o al palau reial, tot i que Lucà en fa referència a aquest. Començà la construcció de la seua tomba (acabada per August) al mateix recinte del palau que la tomba d'Alexandre el Gran. Tot i que encara es desconeix la ubicació exacta de tots dos, la tomba de Cleòpatra pot haver servit de model per al mausoleu d'August i el dels emperadors romans posteriors.
Tot i que iniciat absns, Cleòpatra reprengué la construcció del temple de Denderah (prop de l'actual Qena, Egipte). S'hi feren relleus que representaven Cleòpatra i Cesarió presentant ofrenes a les deïtats Athor i Ihi, amb imatges d'ofrenes a Isis i Horus. Al temple d'Athor-Isis de Deir al-Madinah, erigí una gran estela de granit amb inscripcions dobles en grec i egipci demòtic i imatges que representaven la seua adoració a Menthu i el seu fill Cesarió adorant Amon. El centre de culte a Menthu a Armant fou remodelat amb imatges del naixement diví de Cesarió per Juli Cèsar, representat com Amon; incloïa una complexa façana i un quiosc d'entrada amb grans columnes amb els cartutxos de Cleòpatra i Cesarió. Al piló de l'entrada del temple d'Edfú, construït per son pare Ptolemeu XII, Cleòpatra erigí dues estàtues de granit d'Horus protegint la figura en miniatura de Cesarió. La construcció d'un temple dedicat a la dea Isis a Ptolemaida Hermia fou supervisada per Kallimacós, governador regional de Cleòpatra.